# Municipio de Juárez (Michoacán)
El municipio de Juárez es uno de los 113 municipios que conforman el estado mexicano de Michoacán, representa un 0.24 % del total del Estado con una superficie de 141.0 km².
Fue fundado el 15 de marzo de 1939, teniendo como primer presidente a José Rico, siendo gobernador del estado el General Gildardo Magaña Cerda y presidente de la república el General Lázaro Cárdenas del Río.

## Símbolos

### Escudo

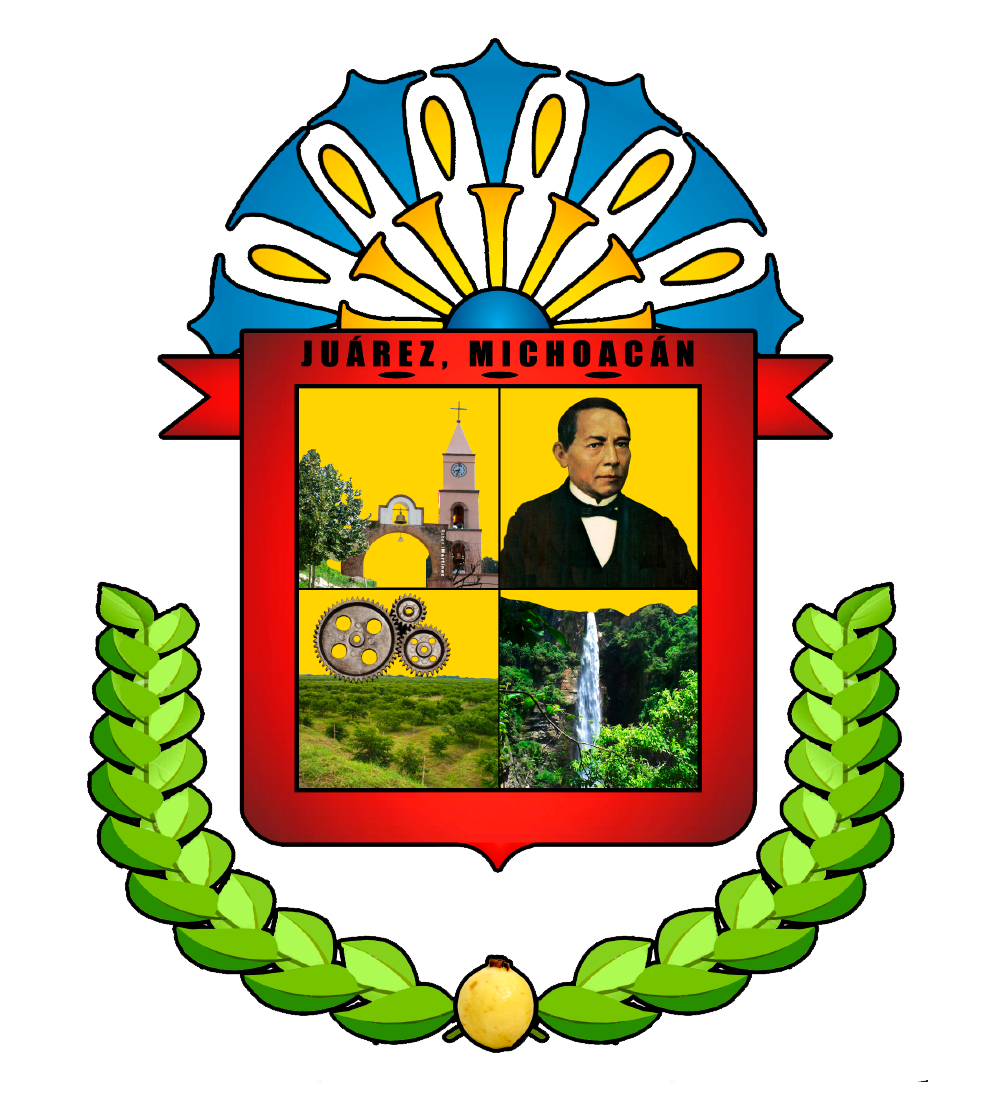
Escudo del Municipio de Juárez.

El escudo municipal de Juárez fue diseñado por el arquitecto Marco Antonio Pedraza Becerril perteneciente al Centro Estatal de Desarrollo Municipal (CEDEMUN), a petición del H, Ayuntamiento (2002-2004), Presidido por el Prof. J. Trinidad Estrada Ruíz, en el año 2002, En el 15 aniversario de su creación, en el año de 2017 fue remasterizado por Rubén Martínez González quien le añadió una guayaba, símbolo del municipio.
En él se refieren los aspectos más importantes que caracterizan al municipio. Su descripción es la que a continuación se refiere:
- Contorno: El escudo esta enmarcado por un listón rojo, en donde se simboliza la sangre derramada de nuestros ancestros que lucharon en la Independencia y Revolución, para la patria y libertad, enmarcado el nombre que lleva el municipio, siguiéndole el nombre de Michoacán, la entidad federal.

- Cuadrante superior izquierdo: Se encuentra plasmado un árbol de Laurel, para recordar el antiguo nombre del pueblo, al frente, un arco que simboliza el triunfo con una campana, ubicado en un viejo camino a Laureles, al fondo, se resalta la torre de la iglesia.

- Cuadrante superior derecho: Se encuentra la figura de Don Benito Juárez García, lustre pastor oaxaqueño y Presidente de la República.

- Cuadrante inferior izquierdo: Se muestran unos engranes, representando el progreso, los cales se encuentran en antiguos centros de trabajo que por años dieron ocupación y sustento a las familias de la región; en la parte inferior, se muestra los cultivos de frutas y flores que ahora es una fuente de empleo y recursos para la población.

- Cuadrante inferior derecho: Se muestra en claro contraste, la fuerza de la naturaleza, que simula la fuerza de los hombres y mujeres de la tierra caliente, con la cascada de Enandio, y en contraste se muestran rosas, que se producen en el municipio.

- Parte inferior del escudo: Se colocó una corona de laureles, que significa para todos victoria y que lleva además la finalidad de perpetuar en nuestras mentes y la de los visitantes y el antiguo nombre del municipio.

Con motivo de la remasterización, fue colocada una guayaba, uniendo la corona de laureles simbolizando el producto por el cual es conocido nacionalmente el municipio.

## Geografía

### Localización y extensión
El municipio de Juárez se localiza al este del estado, en las coordenadas 19°17′ de latitud norte y 100°26′ de longitud oeste del meridiano de Greenwich, a una altura que oscila entre los 1050 a 1200 metros sobre el nivel medio del mar en el punto más alto del municipio (Landeros) y a 92 kilómetros de la capital del estado. Limita con los municipios de Jungapeo y Zitácuaro al norte, y con los municipios de Susupuato y Tuzantla al sur.

### Orografía
Juárez se encuentra ubicado en la provincia fisiológica de La Depresión del Balsas de la Sierra Madre del Sur y la provincia de Mil Cumbres del Eje Neovolcanico. Sus principales cerros son: Las Cebollas, El Agogonil (o el cerro de Guanoro), La Mesa Alta, El Cerro de Enandio, de La Victoria, de Los Coyetes (o Tres Picos), De La Cruz, de El Álamo y el de Las Trojes; estos tres últimos rodean, por el oriente, a la cabecera municipal.

### Topografía
La topografía del municipio de Juárez es muy irregular: pues al sur y al poniente un terreno medianamente uniforme, presentando pendientes del 2% y 7% respectivamente, poseyendo una extensión únicamente interrumpida por algunos accidentes geográficos como son las cañadas.
Hacia el noroeste el municipio, las pendientes dificultan la producción agrícola por lo cual, las tierras eran ocupadas meramente por bosques de encino y pino hasta hace poco, en que los productores comenzaron a sembrar hectáreas de aguacate y durazno.
Para el sureste, las tierras que eran forestales, son hoy en día ocupadas, como casi todo el municipio, por el cultivo de la guayaba, que es el sustento del mismo.

### Suelos
El municipio de Juárez tiene principalmente 4 tipos de suelos, los cuales son: el Acrisol Ortico, en el sur, Vertisol, en el sureste, Andosol, en el oriente y el Litosol, en el norte del municipio.
Por otra parte, cuenta aproximadamente cálculos realizados en 2004, 2,035 hectáreas de temporal, mismas que son aprovechas en la siembra de diversos tipos de maíz y otros cultivos. En el municipio de Juárez tiene además 425 hectáreas de pastos, los cuales son aprovechados para la actividad ganadera. En este sentido se tiene la posibilidad de añadir arriba de 2.000 hectáreas a la actividad pecuaria municipal.
| Población       | C. de Riego | C. de Temporal | Forestal | Matorrales | Urbano | Inundable | Mineral | De Reserva | Total   |
| --------------- | ----------- | -------------- | -------- | ---------- | ------ | --------- | ------- | ---------- | ------- |
| Benito Juárez   | 1656.61     | -              | 2554.33  | 377.99     | 84.84  | -         | 170.28  | 532.17     | 4673.77 |
| Cerro Colorado  | 469.13      | 772.98         | 1157.03  | 901.38     | 60.85  | 52.07     | 0       | -          | 3413.44 |
| Parícuaro       | 132.64      | 1262.35        | 2705.62  | 1127.04    | 103.7  | -         | 0       | -          | 5331.34 |
| T. de Hectáreas | 2258.38     | 2035.33        | 6416.98  | 2406.41    | 249.39 | 52.07     | 170.28  | 532.17     | 14121   |

### Hidrografía
El municipio de Juárez es cruzado por los ríos Copándaro, Zitácuaro, Arroyo Rincón, Santos, Salto Verde y Dos Ríos, los cuales dejan grandes beneficios para lo que la agricultura se refiere, así como para el uso potable del mismo.
En el territorio municipal, los principales cuerpos contenedores de agua potable se ubican en Cerro Colorado, en donde hay el Vaso que lleva el nombre de la comunidad, Así mismo se encuentra el depósito de Laguna Seca y la presa de La Barranca. 
En cuanto al uso del agua en el municipio de Juárez, se utilizan las aguas de los manantiales ubicados en las comunidades de Zícata Chico y el Salitrillo para el sustento del riego de las 2,258 hectáreas aproximadas de cultivo de guayabo, en gran relevancia resultan también tenemos las aguas que son utilizadas como agua potable, las de Chachango, así como de los pozos de agua de Las Parotas, Buenavista de Zapata, de El Aguaje, El Zapote, El Limoncito, La Parra, Los Floripundios, El Salto, El Molino Viejo, La Chachalaca, La Capilla y el Pozo Azul.

### Clima
Juárez posee principalmente dos climas que son el templado con lluvias en verano y el tropical lluvioso distribuidos en dos parte del municipio.
El templado con lluvias en verano se localiza en la zona norte del municipio en su colindancia con el municipio de Zitácuaro. Tiene una precipitación pluvial anual aproximada de 1,052.2 milímetros cúbicos.
El tropical lluvioso se localiza al sur del municipio en colindancia con los municipios de Susupuato y Tuzantla.
El municipio de Juárez, gracias a su altitud, lo convierte en un municipio de transición entre el clima de tierra fría y el clima de tierra caliente, lo cual le confiere características únicas climatológicamente hablando, pues gracias a la altura y clima variado en el ámbito agrícola podemos encontrar gran variedad de productos de ambos climas.
A principios del siglo en el municipio se tenía registrado que durante los meses más calientes la temperatura más alta era de 36 °C y la más fría era de aproximadamente 15 °C, aunque debido a los cambios climáticos debido a la tala inmoderada de los bosques michoacanos y Juarenses ocurridos en las últimas décadas esto se ha visto modificado drásticamente, llegando a tener temperaturas de hasta 40 °C y por debajo de los 12 °C. alargándose aun más los meses cálidos y acortándose los meses fríos.
| Parámetros climáticos promedio de Juárez | Parámetros climáticos promedio de Juárez | Parámetros climáticos promedio de Juárez | Parámetros climáticos promedio de Juárez | Parámetros climáticos promedio de Juárez | Parámetros climáticos promedio de Juárez | Parámetros climáticos promedio de Juárez | Parámetros climáticos promedio de Juárez | Parámetros climáticos promedio de Juárez | Parámetros climáticos promedio de Juárez | Parámetros climáticos promedio de Juárez | Parámetros climáticos promedio de Juárez | Parámetros climáticos promedio de Juárez | Parámetros climáticos promedio de Juárez |
| Mes                                      | Ene.                                     | Feb.                                     | Mar.                                     | Abr.                                     | May.                                     | Jun.                                     | Jul.                                     | Ago.                                     | Sep.                                     | Oct.                                     | Nov.                                     | Dic.                                     | Anual                                    |
| ---------------------------------------- | ---------------------------------------- | ---------------------------------------- | ---------------------------------------- | ---------------------------------------- | ---------------------------------------- | ---------------------------------------- | ---------------------------------------- | ---------------------------------------- | ---------------------------------------- | ---------------------------------------- | ---------------------------------------- | ---------------------------------------- | ---------------------------------------- |
| Temp. máx. media (°C)                    | 22                                       | 24                                       | 26                                       | 30                                       | 30                                       | 36                                       | 24                                       | 24                                       | 24                                       | 24                                       | 23                                       | 22                                       | 25.8                                     |
| Temp. mín. media (°C)                    | 6                                        | 7                                        | 9                                        | 12                                       | 13                                       | 14                                       | 13                                       | 13                                       | 13                                       | 11                                       | 8                                        | 7                                        | 10.5                                     |
| Precipitación total (mm)                 | 18                                       | 10                                       | 10                                       | 10                                       | 43                                       | 137                                      | 175                                      | 163                                      | 119                                      | 53                                       | 15                                       | 13                                       | 766                                      |
| [cita requerida]                         |                                          |                                          |                                          |                                          |                                          |                                          |                                          |                                          |                                          |                                          |                                          |                                          |                                          |

### Flora
El municipio de Juárez posee una rica y variada flora, teniendo diferentes variedades de esta, las cuales son principalmente las que se enlistan a continuación:
- Bosque tropical: ficus, sabinos, guaje, tepehuaje, palo flojo, ziranda amarilla, ziranda, cirían, pachotes, jacaranda, , papelillo, tulipán de la india, truenos, etc.
- Bosque mixto: nogal, jara. pino, encino.
- Frutos: guayaba, mamey, papaya, mango, ciruela, guaje, guanábana,  pinzán, pepino, jitomate, chile, calabaza, lima, tamarindo, nanche, zapote prieto y blanco, , sandía y melón.
- Plantas de ornato: laurel, tuya, cedro,  sangre de Cristo, pasión de Cristo, narciso, vara de San José, huele de noche, hule, camelina, galeana, pensamiento, campanilla, rosas, hiedra, tulipán, dalia, geranio, florifundio, maravilla, verbena, malva, violeta, platanillo,, etc.
- Cereales:  maíz, frijol y arroz.
- Tallos: otáte, carrizo, caña de azúcar y bambú.
- Flores: rosal, gladiola, cempasúchil (en épocas decembrinas).
- Tallo y hojas: papalo,berro, verdolaga y quelite.
- Raíces: jícama (en época de lluvias), camote y guacamote.
- Inflore: plátano, papaya, anona, coco y dátiles (en menor número).
- Cítricos: guayaba principalmente, naranja, toronja, mandarina limón y lima.

### Fauna
En el territorio municipal la variedad de la fauna se compone principalmente por 5 categorías:
- Mamíferos: vaca, perro, conejo, liebre, armadillo, coyote, tejón, caballo, burro, borrego, chivo, mula,  mapache, zorrillo, comadreja, zorra y ardilla.
- Aves: gallina, tórtola, calandria, pájaro carpintero, guajolote y paloma.
- Reptiles: culebras, iguana, víbora de cascabel. tortugas, lagartijas.
- Batracios: ranas y sapos.
- Peces: trucha y carpa, mojarra, platerilla.

Por ser un municipio con un clima mayor mente cálido en la mayoría del tiempo anual, podemos identificar una cantidad importante de escorpiones mismo que resulta en una alta cantidad de picaduras registradas por parte del Centro de Salud, las clínicas y los botiquines repartidos en las diferentes comunidades, a donde se asiste para disponer de sueros anti alacranes.

## Tenencias de Juárez
Desde la década de los 80´s y hasta el día de hoy, el territorio municipal de Juárez se subdivide en 3 tenencias ubicadas al norte del municipio siendo estas la tenencia de Enandio, la cual es la más vieja, la de Guanoro (estas dos heredadas del Municipio de Zitácuaro) y la última en conformarse la tenencia de Cerro Colorado.
Estas tenencias se componen de la siguiente manera:
Enandio: se forma por el pueblo del mismo nombre y Los Reyes.
Guanoro: la componen el pueblo de Guanoro, así como los de Landero, Las Rosas de Zícata, Zícata de Morelos, Zícata Chico, El Llano y Las Trincheras.
Cerro Colorado: integran esta tenencia los pueblos de Cerro Colorado, El Rodeo e Irapeo de Madero.
Cabe destacar que no todas las comunidades pertenecen a una de estas tenencias, por lo cual, el resto de localidades dependen de las autoridades municipales asentadas en la Cabecera Municipal, el pueblo de Benito Juárez, estas localidades son las que se integran al centro y sur del municipio:
El Limoncito, Buenavista de Zapata, Santa Ana de Guerrero, El Aguaje, Parícuaro, Orocutín de Serdán, Puerto. de Timbuscatío y Ceibillas.
El municipio de Juárez cuenta con un total de 42 localidades, aunque cabe destacar que la gran mayoría de estas localidades son de un número reducido de habitantes, por lo cual adquieren el tirulo de rancherías.

### Tenencia de Enandio
La historia del pueblo, cabecera de esta tenencia se remonta a la época prehispánica, muestra de ellos es su nombre, Enandio, el cual en el vocablo tarasco significa literalmente "Lugar de Guayabas". Conocemos gracias a registros españoles que en el año de 1683 el ahora llamado pueblo de Santa Isabel Enandio se encontraba dentro de la jurisdicción de Zitácuaro. Siendo un pueblo pequeño, pues no alcanzaba ni los 100 individuos, teniendo en total 68, distribuidos de la siguiente manera: 32 personas tributarias, 10 reservadas o viejas, 18 viudos y solo 8 personas solteras.
Ya para 1700, Santa Isabel Enandio tenía su capilla en forma, poseía ornamentos para la realización de la misa. Contaba con un número de 250 personas de ambos sexos, los cuales generaban para la capilla un total de 170 pesos anuales aproximadamente.
En el año de 1765, encontramos en Santa Isabel Enandio dos capillas, una que era llamada el Hospital de San Juan Zitácuaro y la otra quera conocida como la capilla de Santa Isabel o del pueblo.
La primera capilla (la del hospital) su construcción era de adobe, de un tamaño muy reducido en comparación al resto de la Parroquia, pero suficiente para las necesidades espirituales y religiosas de los habitantes indígenas de dicho pueblo. cabe destacar que a pesar de su espacio reducido contaba con una sacristía y un púlpito.
La segunda capilla, la del pueblo, también era de adobe, sus cimientos eran de cantera, para el año de 1765 se sabe que se le hicieron mejoras, pues se encontraba en una situación deplorable, llena de agujeros en donde se metían animales, a pesar de ser la iglesia principal esta no contaba con una sacristía tal como si lo hacia su otra capilla.
Para este año ambas capillas tenían sus propios utensilios para realizar los servicios religiosos necesarios, entre las dos tenían 5 campanas medianas, 3 que se encontraban en la iglesia del hospital y las otras 2 en la capilla del pueblo. Se tenía una imagen de Nuestra Señora de la Concepción, adornada con una corona de latón y una imagen de Santa Isabel con una corona de plata.
Enandio contaba con una cofradía, la de Nuestra Señora de la Concepción. para esta época el número de habitantes había ascendido a la cantidad de 225 personas de ambos sexos, los cuales se distribuían en 130 casados originarios del pueblo, otras 20 personas cercanas a la comunidad, 16 personas de ambos sexos; 51 individuos solteros entre hombres y mujeres.
La economía de los naturales del pueblo de Enandio no era muy buena, esto se puede ver gracias a los registros en que se refleja como el pago de los servicios religiosos los cubrían meses después, llegando incluso a pasar un año después.
En el siglo XIX, en el año de 1822 Enandio continuaba siendo parte de la Parroquia de Zitácuaro, y territorialmente al partido del mismo nombre. Este año Enandio fue nombrado ayuntamiento subalterno, el cual tenía el encargo de atender a los pueblos pequeños y cercanos que eran parte de él. Se registra su clima caliente, sus pobladores se dedicaban exclusivamente a la agricultura de la caña de azúcar, aunque también con producción de maíz, y una mínima de maíz.
Hoy en día, el pueblo de Enandio es la cabecera de la tenencia del mismo nombre, rango político que tuvo cuando fue parte del municipio de Zitácuaro y ahora que es parte del municipio de Juárez. Enandio a principios de los años 2000 contaba con una población mayor a 1,000 habitantes, se encontraba ubicada en tierras comunales, puesto que se le consideraba comunidad indígena, rango que ha perdido pues sus habitantes han descuidado sus raíces y lenguaje.
Para acceder al pueblo de Enandio es necesario hacerlo por el acceso de la carretera de aproximadamente 2 kilómetros que entronca con la carretera federal 51 Zitácuaro - Benito Juárez. dicho camino esta realizado a base de concreto hidráulico. Sus casas están realizadas con un estilo moderno, presentando incluso algunas de ellas ciertos lujos; aunque aun quedan muy pocas casas de la antigua usanza hechas de adobe y teja. En cuanto a las calles de la comunidad se encuentran casi todas pavimentadas, aunque algunas en situaciones deplorables.
A pesar de toda su existencia haber sido un pueblo pequeño, cuenta con una capilla remodelada, una escuela primaria que posee instalaciones dignas, lo mismo que el jardín de niños. Cuenta con servicios básicos como lo son el agua potable, drenaje y luz eléctrica.
Al poniente del pueblo se encuentra el panteón, aunque no siempre fue así, pues en sus inicios el panteón estaba localizado a un costado de la capilla, hoy en día es fácil acceder a él por medio del camino rural que conecta a Enandio con Los Reyes y las Mesas de Enandio.
El progreso económico de Enandio se debe al igual que en la mayoría de las comunidades del municipio de Juárez a la guayaba, gracias a esta las familias de Enandio han tenido un ingreso considerable, pues poseen una ventaja, que es que tienen abundante agua, pues es sabido que todo el año poseen el vital líquido en cantidad, mismo que se obtiene de los cerros al norte de la comunidad de Guanoro y es llevada a través del acueducto localizado en las Trincheras.
En la salida del pueblo, como un vestigio de su antigua época colonial, Enandio posee ruinas de un antiguo trapiche indígena, en donde se industrializaba la caña y se producía piloncillo.
De acuerdo a la tradición, la fiesta principal de Enandio se celebra el 24 de abril, esto en honor a la patrona del pueblo, Santa Isabel de Hungría, llegando a alargarse durante dos días los festejos. Es conocida la tradición del día 24 de abril celebrar una misa en la que participan 3 sacerdotes, realizada a la 1 de la tarde, como fiesta patronal, se efectúan bautizos durante o después de la celebración.
Por las tardes se realizan jaripeos y quema de castillo, el cual puede llegar a ascender a cantidades altas de dinero, mismo que en ocasiones se costea gracias a las cooperaciones realizadas por personas de la comunidad que radican en Estados Unidos.
Otra fiesta importante, esto en el ámbito cívico es el grito de independencia que da el jefe de tenencia en turno acompañado de un pequeño desfile en ocasiones, y un baile el 16.

### Tenencia de Guanoro
Guanoro es una de las tres tenencias del municipio de Juárez; la cual está conformada por Landero, Las Rosas de Zícata, Zícata de Morelos, Zícata Chico y las Trincheras
El pueblo de Guanoro es la cabecera de la tenencia, está ubicado sobre la carretera Zitácuaro - Tuzantla. en donde se asientan casas a ambos lados de la misma, es el primer pueblo con el que uno se encuentra viviendo de la ciudad de Zitácuaro. Este pueblo posee las servicios básicos como son luz eléctrica, agua y drenaje; cuenta con un jardín, el cual fue inaugurado por el presidente C. Luis Yarza Solórzano en el año de 1972, mismo que sirve como referencia céntrica del pueblo. 
Guanoro es un pueblo con progreso, esto se puede ver en sus casas, las cuales están realizadas en su mayoría de cemento, tabique y varilla. Las casas modernas son un claro ejemplo de que la agricultura en Guanoro entrega a los habitantes una economía redituable, la cual se basa en la guayaba.
No resulta ningún misterio en que la economía del pueblo comenzó a despegar en el momento en que se introdujo el cultivo de la guayaba en la comunidad, misma que se comenzó a vender en lugares como centrales de abastos. Contando también la economía de Guanoro con envió de dólares de personas que habitan en Estados Unidos y mandan habitualmente transferencias. Gracias a esto encontramos en la comunidad un nivel de vida aceptable, comparable a la calidad de vida en otros municipios y lugares urbanos.
En el ámbito educativo, Guanoro posee una escuela primaria rural, la cual lleva el nombre del coronel chinaco Francisco Serrato Rodríguez, quien es uno de los héroes de la región oriente de Michoacán, originario de Zitácuaro; quien fue asesinado en la batalla del 1 de noviembre de 1864 efectuada en la cuesta de Guanoro, misma que se efectuó durante la intervención francesa. Según se cuenta, la institución fue fundada en el año de 1934, su funcionamiento comenzó en una modesta casa de adobe y teja, que se encontraba en el terreno del actual jardín. Posteriormente se reubico en un predio frente al jardín al otro lado de la carretera.
La escuela tiene todos los grados primarias, atendiendo del primer año, hasta el sexto.
La comunidad en la actualidad no posee una escuela secundaria, por lo cual los habitantes tienen dos opciones, inscribirse en escuelas secundarias del municipio o inscribirse en el de Zitácuaro, siendo más común la segunda opción, pues es relativamente la misma distancia a una u otra población.
Con la institución que si cuenta es con un Jardín de Niños
Guanoro cuenta con una Plaza de Toros, de un tamaño considerable, está hecha a base de estructura metálica, así como de materiales como lo son el cemento y el tabique, un rasgo característico es que esta plaza se encuentra techada con lámina galvanizada, siendo la única en todo el municipio en poseer techo en las gradas. Esta plaza de toros fue construida e inaugurada en el año de 2001 por el entonces presidente municipal C. Antonio Miralrío Rangel.
El Panteón de Guanoro es un panteón que atiende a todas las comunidades de su tenencia como lo son Zícata de Morelos, Zícata Chico y Landero.

#### Zícata de Morelos
Zícata de Morelos, perteneciente a la tenencia de Guanoro, es llamado coloquialmente Zícata Grande, es un pueblo de un tamaño consideraba con varias calles pavimentadas, cuenta también con un jardín y un quiosco que lo adorna, en el jardín cuenta con un asta en donde es posible colocar una bandera, esta a su vez está situada al oriente del mismo, en donde se encuentra un monumento al Profr. J. Sacramento Suárez, quien es una figura destacada, originario de la comunidad, el monumento fue colocado el 1 de enero de 2000, esto en señal de respeto y gratitud, por el labor realizado en Zícata de Morelos, donde se desempeñó como profesor, debajo del monumento que se conforma de un busto, encontramos una placa conmemorativa.
A un lado del jardín encontramos dos canchas de basquetbol, una de ellas es utilizada por la Escuela Primaria "Emiliano Zapata" durante su horario de labores, por las tardes, estas instalaciones son utilizadas por los habitantes del lugar, quienes organizan juegos deportivos.
En Zícata de Morelos, a diferencia de la cabecera de tenencia, cuenta con un nivel secundaria, el cual es impartido en la Telesecundaria, además cuenta con un nivel preescolar.
En la comunidad existen dos iglesias, una en el centro de la población y la otra en la entra del mismo, en el camino que conduce a Landero.

#### Landero
La comunidad de Landero, se ubica al noreste del territorio municipal, es una de las localidades que conforma la tenencia de Guanoro, esta comunidad cuenta con un número no muy sobresaliente de habitantes, estos han tenido un gran avance económico debido a su producción de aguacates, a diferencia del resto del municipio que produce guayaba. Es casi la totalidad de los campos agrícolas de esta comunidad los que se encuentran sembrados con esta fruta. Las Landeras, son las que más abundan en las huertas, muchas se encuentran en floración.
La producción de la comunidad de Landero en lo que aguacate respecta es alta, a pesar de la poca superficie de tierra, este fruto es llevado a vender en diferentes puntos de la república, aunque también varia producción se venden por medio de los propios productores, quienes son los que ponen las condiciones de venta, así como la designación del precio de venta. Es notable el fruto producido, llegando a asemejarse al producido en los municipios del centro y este del estado.
La razón de esto, es que la comunidad posee condiciones muy semejantes a las que tienen estos municipios productores de aguacate, que son considerados los número uno del país, por lo cual el aguacate producido es de un gran sabor, apariencia y tamaño.
Por lo cual, los productores mantienen sus tierras trabajadas todo el año, no dejando desperdiciada la tierra de manera ociosa
La gran cantidad de demanda del producto hace que a la comunidad ingrese una importante economía, lo que se refleja en un alto nivel de vida entre los habitantes
Landeros es el productor de aguacate más representativo de la región oriente de Michoacán.
En el ámbito vecinal, la comunidad es considerada muy tranquila, con gente trabajadora que se dedica a sus labores cotidianos, es sabido que en esta comunidad de acuerdo a sus creencias religiosas no se venden productos alcohólicos, lo cual hace que los problemas ocasionados por este se disminuyan al máximo.
Como ya se ha mencionado la causa de este estilo de vida entre los habitantes ha sido dictado por la Iglesia de Pentecostés, la cual ha estado entre los habitantes por casi 70 años. Razón por la cual la comunidad de Landero es uno de los principales centros de difusión de la Iglesia de Pentecostés llevando la religión a otras comunidades de la región.
En lo que a educación respecta, esta comunidad cuenta con un jardín de niños del Consejo Nacional de Fomento Educativo (CONAFE), así mismo poseen una escuela primaria.
En cuanto a altura, como ya se ha dicho, es una de las comunidades más elevadas del municipio, por lo cual su clima es muy frío.

#### Las Trincheras
Las Trincheras es otra de las comunidades que integra la tenencia de Guanoro, está localizada a 1 kilómetro de la cabecera de tenencia, está conformada la localidad por casas ubicadas a ambas orillas de la carretera federal 51 Zitácuaro - Benito Juárez. 
El origen del nombre de esta comunidad lo encontramos durante la guerra de intervención francesa la cual se desarrolló entre 1862 y 1867, precisamente en este lugar, debido a su topografía situada entre barrancas y cerros, se convertía en un lugar estratégico, llamado también, trinchera, lugar donde los chinacos o guerrilleros, defendían la soberanía e independencia de nuestra patria, al momento en que eran atacados por parte de los franceses y el ejército imperial.
Fue desde este lugar en el año de 1864 en que el Coronel Francisco Serrato Rodríguez, quien era dueño de la hacienda de Dos Ríos, ubicada al noroeste de Las Trincheras, iba dirigiendo a sus tropas, y atacando a todo aquel francés o traidor mexicano que quisiera transitar por este camino, que era el que conectaba a Zitácuaro con la Hacienda de Laureles.
Así pues en este tenor la comunidad de la trincheras, junto a Guanoro, fueron el escenario de la cruenta batalla desarrollada el 1 de noviembre de 1864 entre el ejército republicano y el ejército francés, fue precisamente en la cuesta de Guanoro en donde Francisco Serrato y Donaciano Ojeda perdieron la vida, por parte del bando enemigo, el traidor Laureano Valdés fue herido de gravedad, falleciendo a los días en la ciudad de Toluca.
Al igual que en muchas otras comunidades del municipio, en las Trincheras encontramos una rica producción agrícola de guayaba.

### Tenencia de Cerro Colorado
La solicitud realizada para la creación de la tenencia de Cerro Colorado, fue realizada el 17 de junio de 1983 ante el poder ejecutivo del estado de Michoacán, estando como gobernador el Ing. Cuauhtémoc Cárdenas Solórzano, quien a su vez reenvió la petición al Congreso del Estado.
La solicitud, era fundamentada en las características con que contaba la población solicitante, teniendo más de 3,000 habitantes, así mismo amplia comunicación con diferentes rancherías del municipio como lo eran Santa Cruz, El Rodeo, Los Arcos, Irapeo, La Maroma, Barranquilla Chica, La Guacamaya, La Pinzanera Barranquilla Grande, Mesa de Cercado, Ojo de Agua Grande,  y El Espinal.
Aunque más importante, contaba con la vía de comunicación que conectaba con la carretera federal 51 Zitácuaro - Benito Juárez, la cual era una brecha de terracería de una longitud aproximada de 3 kilómetros y una distancia con la cabecera municipal de 3.4 kilómetros de distancia.
En lo económico, Cerro Colorado contaba con fuentes fundamentales como lo era la agricultura, la ganadería y el sitio turístico "Los Arcos" el cual era un acueducto al norte de la población.  
Por su parte en infraestructura social, a principios de los 80´s, Cerro Colorado tenía un jardín de niños, una escuela primaria en la cual se impartían todos los grados primarios, una capilla católica, contaba también con canchas de basquetbol y voleibol, un espacio utilizado como plaza pública, contaba con servicio de transporte público, más de 250 tomas de agua potable, calles aplanadas de terracería, un panteón al poniente de la localidad, un dispensario médico público, red de drenaje, alumbrado público y electrificación.
Ante estos argumentos fue que se fundamento la solicitud presentada por parte de la Comisión de Puntos Constitucionales de la Cámara de Diputados ante la Asamblea Legislativa, la cual sin más inconvenientes fue aprobada dicha solicitud el 1 de julio de 1983.
El decreto en su primer artículo refería que se elevaba a categoría de tenencia la encargatura del orden de cerro colorado, perteneciente al Municipio de Juárez, Michoacán. Conservando la denominación política que tenían en ese entonces.

### Parícuaro
Es considerado

## Ejidos de Juárez
- Ejido de Laureles de Zaragoza
- Ejido de Cerro Colorado
- Ejido de Enandio
- Ejido de Orocutín de Serdán
- Ejido de Buenavista de Zapata
- Ejido de Zícata de Morelos
- Ejido de San Francisco del Bosque (Fracción El Aguaje)
- Ejido de Irapeo de Madero

## Historia

### Época Prehispánica
En la época antes de la llegada de los españoles, también llamada prehispánica, según estudios, el municipio  estuvo habitado por varios grupos de indígenas, entre ellos los tarascos, mazahuas, otomíes y matlazincas.
Esto es posible conocer gracias a los vestigios arqueológicos que se han encontrado en todo el territorio municipal. En la década de los 60 fueron encontradas figuras de animales y máscaras en el paraje Los Limones.
Otro descubrimiento importante se realizó en octubre de 2003, en el sitio denominado la Mesa de la Silleta, la cual se encuentra ubicada en un extremo de la  Mesa del Zacate al poniente de la comunidad de Cerro Colorado, a orilla del Arroyo El Limoncito; fue precisamente aquí en donde se encontraron vasijas, molcajetes, metates, entre otros objetos como lo fueron huesos humanos entre los que destacaban cráneos y fémures.
En esta área existe una pequeña pirámide o plazuela, que hasta el día de hoy no ha sido posible identificar a la etnia a la que perteneció, diciendo algunos que perteneció a los matlazincas y otros más a los tarascos.

### Época Colonia
En uno de los tres montículos que existen se descubrió una pirámide o plazoleta, cuya antigüedad, se especula perteneció a la cultura de los matlazincas.

### Época Colonial
Los habitantes del actual territorio municipal de Juárez, al igual que los pueblos circunvecinos, recibieron la evangelización luego de la conquista por parte de los frailes franciscanos, quienes realizaron esta tarea de evangelización simultáneamente con los indígena de Zitácuaro y toda la región oriente de Michoacán.
Uno de los principales fue Fray Ángel de Jesús, quien realizó la evangelización en los originarios de estas tierras, esto se debe a que fue de los pocos frailes franciscanos que llegaron entre los hombres que trajo Hernán Cortés a la Nueva España y que una vez conquistado Michoacán los envió para convertir a los indígenas.

#### La Hacienda de Santa Bárbara de Los Laureles
Es sabido, que el territorio municipal de lo que hoy es Juárez, formó parte de la encomienda dada al encomendero Gonzalo de Salazar.
Al tener esta encomienda comienzan a surgir las haciendas, una de ellas fue Santa Bárbara de los Laureles, la cual durante su historia logró tener una extensión territorial tan grande que abarcó, lo que ahora conocemos como el Municipio de Juárez. aunque el casco de la hacienda estaba ubicado en lo que hoy es el pueblo de Benito Juárez, Mich.
La hacienda se encargó de producir e industrializar la caña de azúcar, la cual era la materia prima para la elaboración de azúcar, piloncillo y aguardiente. Con la fundación de la hacienda la vida en la comarca de Laureles cambio rotundamente.
La hacienda de Santa Bárbara de Los Laureles fue la hacienda más importante de la región, al ser una de las que más producción tenía, lo mismo denotaba su cantidad de habitantes y que contaba con una capilla en donde se celebraba misa diariamente, además tenía su escuela de las primeras letras dentro del casco de la misma.
En el año de 1761, la hacienda de Santa Bárbara era propiedad de Antonio Vicente González Guerra, que según registros era deudor del español Domingo Veles de Escalante, quien le exigió se le pagara el dinero que se le adeudaba o se le envargaran los biens a González Guerra. Casi 20 años después, en el año de 1780 era propiedad de Bartolomé Ruiz, quien era un español originario de Castilla España, quien al sucitarse su deceso sus bienes, entre ellos la hacienda de Laureles pasaron a poder de otro español originario de Castilla, Marcelo Miranda.
Dos años antes del inicio de la independencia, en el año de 1808, la Hacienda de Santa Bárbara de Los Laureles era propiedad de la Antonia Josefa de Extremuro.

#### Movimiento de Independencia
Para inicios del movimiento de independencia nacional, el territorio municipal de Juárez tuvo un papel importante, esto suscitado por su ubicación gografica privilegiada, pues se encontraba entre Zítacuaro y las poblaciones de Tierra Caliente tales como Tuzantla, Tiquicheo y Huetamo, los cuales eran sitios que frecuentaban los regimientos insurgentes, una de estas fuerzas era la encabezada por  Ignacio López Rayón quien venía de Tuzantla y se dirigía a Zitácuaro.
Gracias a la simpatía que los insurgentes y el movimiento en general despertaban entre los habitantes de la región, se vio nutrido en hombres y en insumos al pasar por esta tierra, los cuales pertenecian a los actuales municipios de la región, en primera instancia se unieron al grupo comandado por Don Benedicto López, posteriormete al comndado por Don Ignacio López Rayón, fue así como en el año de 1811 se logró integral el batallón junto a José María Cos, en contra de España.
En este tenor los pueblos vecinos a la Villa de Zitácuaro, entre ellos los del municipio de Juárez, apoyaron la causa de independentista encabezada por Ignacio López Rayón al crear junto a los demás insurgentes la Suprema Junta Nacional Americana, el cual es considerado el primer gobierno independneite de México.
Al enterarse el gobierno español de esta instauración el comandante realista Félix María Calleja del Rey tomó la villa de Zitácuaro el día 02 de enro de 1812.
Al ser derrotado el ejército insurgente los miembros de la junta se retiraron por Laureles con dirección a la tierra caliente en donde se refugiaron.

#### Comarca de Laureles en el México Independiente
Una vez terminada la independencia, para el año de 1822, las haciendas ubicadas en el actual municipio de Juárez, las más importantes eran Orocutín y Laureles, las cuales se dedicaban a la explotación de caña de azúcar.
Este año en la hicienda de Laureles se tenía una producción considerable, la cual se veía reflejada en su estado. Esta hacienda tenía en total una población de 840 personas, las cuales se dividían de la siguiente manera:
-247 hombres en calidad de solteria
-154 casados
-31 viudos
En cuanto a las mujeres se tenía el conteo de 408, divididas en:
-193 solteras
-154 casadas
-61 viudas
Se tiene constancia que del periodo 1824-1850, la hacienda de Santa Bárbara de Los Laureles pertenencio a José de la Piña Madrazo.
Para la lucha entre federalistas y centralistas que paso en el país, en la región se levantó en armas el indio Toribio, el cual fue apresado y fusilado en el casco de la Hacienda de Santa Bárbara de Los Laureles, por parte de tropas conservadoras en el año de 1834.

#### Episodio histórico de Guanoro
En este contexto históricos encontramos una de las luchas que ocurrieron dentro del municipio municipal que aun es recordada año con año, esta batalla fue entre el ejército mexicano de chinacos y el ejército francés, durante la segunda intervención francesa en México, los sucesos ocurridos son los siguientes:
Amanecía el 1 de noviembre en la Plaza de Zitácuaro, Michoacán; en ella existía gran movimiento, esto debido a la presencia del ejército imperialista. Se tenía un plan, Acevedeo con sus 80 hombres debía salir por Tierra Quemada, Esteban León con sus 150 jinetes saldría por el camino de Tuxpan, para el camino de Laureles estaría Vicente Riva Palacio acompañado de Nicolás Romero y Limón con 300 hombres listos para la batalla, reforzados por otros 200 dirigidos por Francisco Serrato y Donaciano Ojeda; para el camino de Los Ahorcados estaría Castillo y por último en la hacienda del Bosque estaban Solano y su caballería, acompañado por Robredo y Bernal.
El Plan ideado por el General Vicente Riva Palacio era el de frenar a los batallones que venían uno del rumbo de Angangueo, otro de Maravatío y el último de El Valle, y detener el paso de Valdés que venía de tierra caliente, pues se quería frenarlo antes de que lograra llegar a Zitácuaro en el lugar previamente escogido: Guanoro.
Con esta idea Vicente Riva Palacio se dirige a Guanoro, en donde toma posición, en el lugar detrás de una cerca de piedra se colocaron los hombres pertenecientes a la infantería de Zitácuaro, detrás, hacia el norte, en la hacienda de El Bosque estaban los hombres de Limón, Solano y Robredo, los cuales serían usados como reserva en caso de ir perdiendo la batalla, ellos estarían a la orden, al otro lado de la barranca, del lado derecho estaba el que era conocido como El Amilpeño quien se llamaba José María Barrera, el cual comandaba a 50 indios de Enandio. Para cerrar la estrategia estaba Vicente Riva Palacio situado en la meda del Encinal, todos ellos situados de tal forma que al llegar Valdés sería recibido por todos en conjunto.
Al otro lado del pueblo, en la Hacienda de Dos Ríos, propiedad de Francisco Serrato estaba igualmente a modo de reserva Nicolás Romero con sus hombres, dispuestos a salir al galope ante el llamado de auxilio.
La Guardia Nacional de Zítácuaro, la cual estaba al Mando de Francisco Serrato, Donaciano Ojeda, Félix Bernal e Irineo Archundia, se instaló detrás de la cerca de piedra como ya se ha mencionado en el lugar llamado Piedra Mala. Cabe señalar que Francisco Serrato que era uno de los jefes, contaba con su gente, la cual era en su mayoría de Santa María Aputzio, así mismo sus propios trabajadores, los cuales en momentos de lucha estaban dispuestos a seguirlo a la batalla.
Un día antes, Valdés había estado en la Hacienda de Santa Bárbara de Los Laureles, en donde pasó la noche antes de continuar al siguiente día, ahí en la hacienda se sabe descargó muchas cajas de parque.
Así pues al amanecer a las 08:00 de la mañana Laureano Valdés y sus hombres marcharon con rumbo a Zitácuaro, los lugareños que sabían que se iba a realizar la batalla estaban expectantes cuando pasaba Laureano y sus hombres.
Laureano Valdés iba al frente de sus hombres, iba confiado pues según sus informes los republicanos estarían en Copándaro, pero al no encontrarlos se había confiado, diciendo que se habían salvado. Continuaron su caminar y los liberales esperaban para la emboscada. Los enemigos llegaron hasta Guanoro, todo iba de acuerdo al plan, hasta que al llegar a Piedra Mala, un soldado que estaba borracho y nervioso disparó sin querer, con ellos haciendo entrar en alarma a los enemigos, quienes descubrieron la treta.
El General Vicente Riva Palacio al oír el tiro decidió cambiar el plan, aunque el fuego ya había iniciado, en el que la Guardia Nacional de Zitácuaro se enfrascaba valerosamente, rápidamente el enemigo sufrió grandes pérdidas, por parte de la Guardia y también por parte de los Indios de Enandio , quienes eran excelentes tiradores, En momentos los republicanos se enfrascaban tanto en la batalla que parecían anillos de hierro asidos entre sí.

### Tenencia de Laureles de 1900 a 1938
El pueblo de Laureles durante los primeros años del siglo XX se contaba como tenencia en el municipio de Susupuato. La tenencia estaba conformada por se cabecera, el pueblo de Laureles y los ranchos de Santa Ana, Buenavista, Guadalupe, Irapeo, Barranquilla, Parache y Zícata.
Fue durante el año de1910, en plena época revolucionaria, que a la tenencia de Laureles se le unieron cuatro haciendas y sus respectivos ranchos:
- Orocutín: Timbuscatío y Ceibillas.
- La Barranca: Salto Grande, Maravillas, Salto Chico, Los Guajes, San Antonio, El Sabino, El Zapote y Los Reyes.
- El Potrero: El Carrizal, Ojo de Agua, El Tremesino, El Limoncito, El Naranjo, La Pluma, Punganancho, Tingambato, El Banco, El Salitre y Copandarillo.
- Santa Inés: Paso del Gallo, Canoa, Aguacate, Ladrillera, Estanco y Ojo de Agua Seco.

También se anexaron los ranchos: Ceibillas, Rancho Viejo, Barranca Honda, Cirián, Tular, Higo Prieto, Terrero, Plátano y el Capire.
Para el año de 1924 el antiguo ingenio de caña de Laureles fue destruido, construyendo uno más moderno en Buenavista, aunque continuaba siendo de Laureles.
Fue en el año de 1928 en que Laureles obtuvo el título de Ranchería, requisito indispensable posteriormente para lograr la denominación de Municipio años después. 

### Fundación del Municipio de Juárez
La idea para la creación de un nuevo municipio surgió debido a diferencias políticas y sociales en Susupuato. Por un lado José Rico quien era oriundo de ese pueblo, junto a Arcadio Mercado y Anacleto García Padilla, estos señores de la Tenencia de Laureles de Zaragoza. Por el otro los líderes de Susupuato. El primer bando de José Rico, comenzó a realizar reuniones para buscar apoyo y con ello realizar una petición ante el Poder Ejecutivo del Estado para mover la cabecera municipal a Laureles o deslindarse completamente de Susupuato y crear un nuevo municipio.
Una vez decidido esto el 18 de octubre de 1938 se realizó la petición con las siguientes justificaciones: Se pedía como ya se ha dicho que se moviera la cabecera a Laureles, o en su defecto se erigiera un nuevo municipio, esto con base en que líderes políticos de Susupuato, se mocionaba entre otros al Sacerdote del Pueblo, a los señores José y Julián Garduño, a Dolores Avilés, Antonio Garduño y Alfonso Espinoza; quienes según se decía no querían que el municipio prosperara agraria e ideológicamente, muestra de ellos era la cabecera municipal, el pueblo de Susupuato que en 300 años continuaba igual que en la antigüedad, pues no había avanzado nada en materia de industria, infraestructura y agricultura, además solo tenía 50 casas; por parte de Laureles era un lugar con mejor ubicación, diciendo que estaba en el centro del municipio, contando con tierras para expandirse, superando en número de casas a Susupuato, pues Laureles tenía 202, otra ventaja era que por este pueblo cruzaba la carretera Zitácuaro-Tuzantla, tenía entre sus avances agencia de correo y teléfono, la cual la conectaba con todo el estado, los representantes de los pueblos que firmaron la petición eran gente cercana a Laureles, en cuanto a distancia.
En la petición también se decía que casi todo el dinero recaudad para los impuestos del municipio de Susupuato y los que eran mandados al gobierno estatal se recaudaban en Laureles y Orocutín, así mismo la mayoría de los señores que fungían como regidores del municipio eran provenientes de la Tenencia de Laureles de Zaragoza, razón por la cual se les dificultaba acudir a Susupuato debido a la larga distancia entre la tenencia  y la cabecera municipal.
Adelantándose a la autorización de la creación del municipio decían que ya contaban con un edificios que serviría como presidencia municipal, así como para las dependencias estatales del registro civil, el juzgado menor, rentas y una escuela para los niños.
Y que eran un total de 5,080 habitantes los respaldaban la solicitud realizada; por otra parte se proponía el cambio de nombre de las comunidades los cuales eran los siguientes:
Laureles se llamaría Benito Juárez y sería la cabecera municipal.
Cerro Colorado o Enandio se llamaría Melchor Ocampo
Buenavista se llamaría Emiliano Zapata
Zícata se pasaría a llamar José María Morelos
Irapeo tomaría el nombre de Francisco I. Madero
Los Hernández se llamaría Mariano Matamoros
Santa Ana se llamaría Vicente Guerrero
Orocutín tomaría el nombre de Aquiles Serdán
Rancho Viejo se llamaría Miguel Hidalgo
De esto el gobierno del estado decidió combinar los nombres una vez creado el municipio, en lo que tomaba el nombre viejo y el nombre propuesto y se fusionaban, un ejemplo de esto es Zícata de Morelos, Buenavista de Zapata, entre otros. 
Una vez redactada la petición se firmó por parte de los comisariados ejidales y autoridades comunitarias, los firmantes fueron:
Del Ejido de Orocutín: El comisariado ejidal Belén Ordóñez y el encargado del Orden José Córboba; Del Ejido de Enandio: el comisariado ejidal Isidoro Gutiérrez y el secretario José Vaca, así como su tesorero Bartolo Díaz; Del Ejido de Irapeo: el comisariado ejidal J. Jesús Rojas, así como el secretario Melchor Herrejón; Del Ejido de Laureles de Zaragoza, el comisariado ejidal Luojario Tello y el encargado del orden Eduardo Castillo; De Buenavista el presidente del comité agrario el señor Ortiz y su secretario Guadalupe Ramírez, así como el tesorero del comité y que se desempeñaba como encargado del orden David Ruíz; Del Ejido de Zícata: El comisariado ejidal Juan Orozco, el secretario Pilar López y el tesorero Lorenzo Zaruzal, así como el encargado del orden J. Paz Urbina.
Así pues esta petición se respaldo por los habitantes de todos los ejidos antes mencionados así como por Santa Ana, Puerto Chiquito y Cerro Colorado.
En conjunto se solicitaba la creación del Municipio que llevaría por nombre Juárez.
Las averiguaciones del Congreso del Estado y el Gobierno, determinaron que la petición realizada por los habitantes de la tenencia de Laureles estaba bien fundamentada para que dicha tenencia se elevara a Municipio.
Fue así como el 15 de marzo de 1939 el Congreso del Estado dictó el decreto número 55, publicado en el Periódico Oficial el 29 de junio de 1939, en el cual se leía en su primer artículo "Se elevará a la categoría de Municipio la Tenencia de Laureles, que ha venido perteneciendo al de Susupuato, y se denominará "Municipio de Juárez".
El decreto continuaba enunciando cual sería su cabecera, El pueblo de Laureles y los que conformarían al nuevo municipio de Juárez los cuales eran  Laureles de Zaragoza, Los Hernández de Hidalgo, Santa Ana de Guerrero, Buenavista de Zapata, Guadalupe, Barranquilla, Parache, Zícata de Morelos, Orocutín de Serdán, Timbuscatío, Ceibillas, La Barranca, Salto Grande, Maravillas, Salto Chico, Los Guajes, San Antonio, El Sabino, El Zapote, Los Reyes, El Potrero, El Carrizal, Ojo de Agua, El Tremesino, El Limoncito, El Naranjo, La Pluma, Pungarancho, Tingambato, El Banco, El Salitre, Copandarillo, Puerto de Matamoros, Cerro Colorado, Irapeo de Madero, Santa Inés, Paso del Gallo, Canoas, Aguacate, Ladrillera, Estanco, Ojo de Agua Seco, Cebillas, Rancho Viejo, Barranca Honda, Ciria´n, Tular, Higo Prieto, El Terrero, El Plátano y el Capire.
El Municipio de Juárez quedaría dentro del Distrito de Zitácuaro para los aspectos judiciales y de rentas.
Así mismo sería el poder ejecutivo y el judicial los encargados de nombrar a las que sería las primeras autoridades municipales, así como explicar lo que correspondía la administración pública y judicial del nuevo municipio. Quedando como presidente el C. José Rico.

## Servicios públicos

### Salubridad

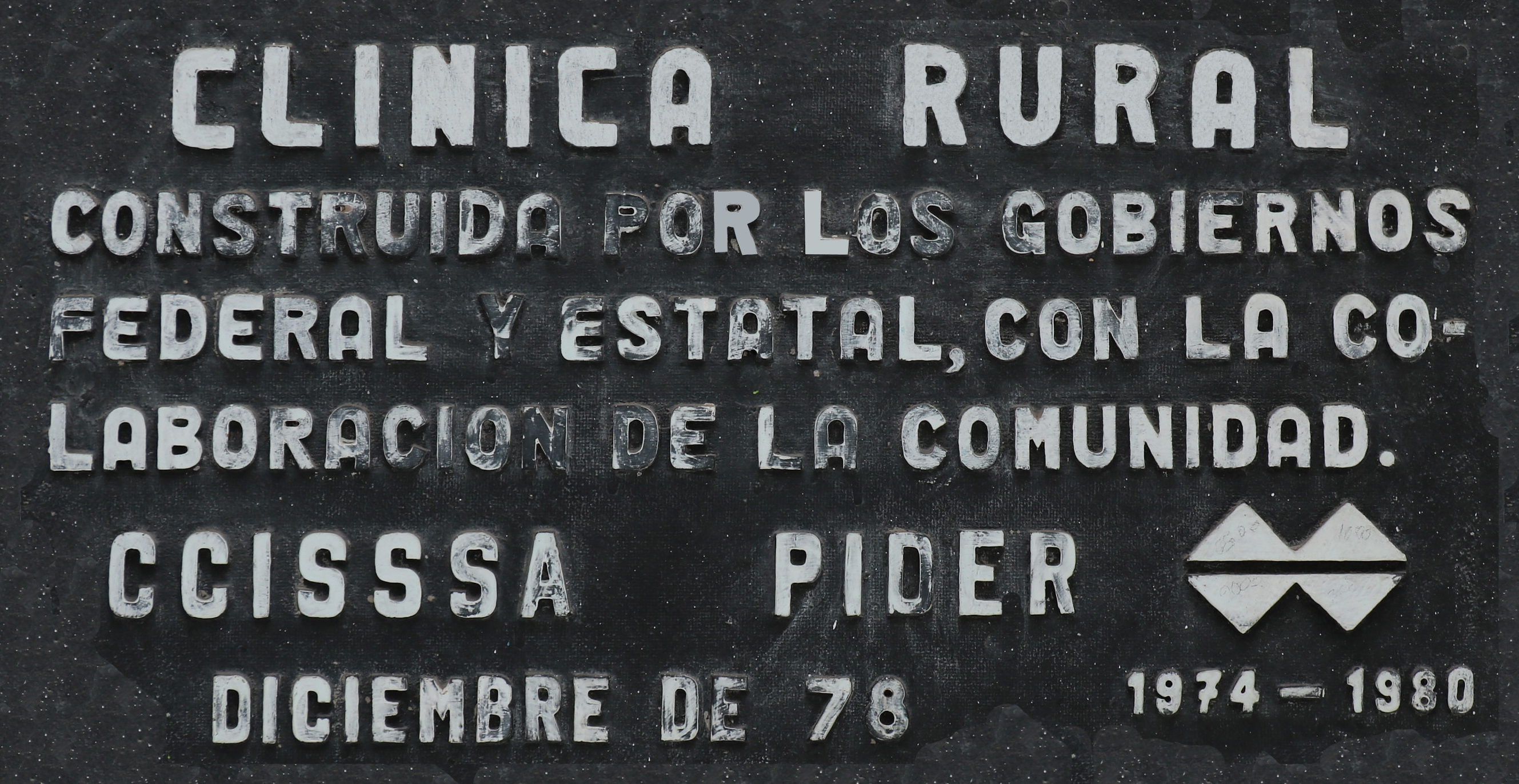
Placa en la entrada de la Clínica de Benito Juárez.

Actualmente en el municipio de Juárez, Michoacán se cuenta con un Centro de Salud municipal ubicado en Benito Juárez, así mismo se cuenta con una clínica del IMSS en Parícuaro y diferentes espacios de salud en comunidades del municipio.

### Educación
La educación en el municipio de Juárez, Michoacán tiene sus inicios en la época colonial en la que en las haciendas existían escuelas de primeras letras, atendidas por frailes quienes impartían la educación a los trabajadores de las haciendas de Santa Bárbara de Los Laureles y Orocutín

#### Preescolar
| Categoría       | Nombre                      | Comunidad              | Fundación            | Clave | Ubicación |
| --------------- | --------------------------- | ---------------------- | -------------------- | ----- | --------- |
| Jardín de niños | «Rosario Castellanos»       | Benito Juárez          | 24 de agosto de 1984 | -     | Mapa      |
| Jardín de niños | «Antonio Mendoza»           | Páricuaro              | 1978                 | -     | -         |
| Jardín de niños | «Alejandro de Humboldt»     | Cerro Colorado         | -                    | -     | -         |
| Jardín de niños | «Alejandro Volta»           | Guanoro                | -                    | -     | -         |
| Jardín de niños | «Encuentro de Charo»        | Santa Ana              | -                    | -     | -         |
| Jardín de niños | «Josefa Ortiz de Domínguez» | Puerto de los Laureles | -                    | -     | -         |
| Jardín de niños | «Maria Montessori»          | El Rodeo               | -                    | -     | -         |
| Jardín de niños | «Andrés Quintana Roo»       | Zicata                 | -                    | -     | -         |
| Jardín de niños |                             | Timbuscatío            | -                    | -     | -         |
| Jardín de niños | -                           | Puerto de Timbuscatío  | -                    | -     | -         |
| Jardín de niños | «Preescolar Comunitario»    | Landeros               | -                    | -     | -         |
| Jardín de niños | «Tariácuri»                 | Orocutín               | -                    | -     | -         |
| Jardín de niños | «Melchor Ocampo»            | El Aguaje              | -                    | -     | -         |

#### Primaria
| Categoría                       | Nombre                         | Comunidad              | Fundación             | Clave                             | Ubicación |
| ------------------------------- | ------------------------------ | ---------------------- | --------------------- | --------------------------------- | --------- |
| Escuela Primaria Urbana Federal | «Ignacio Zaragoza»             | Benito Juárez          | 20 de febrero de 1920 | T.M.: 16DPR0758R T.V.: 16DPR4041Z | Mapa      |
| Escuela Primaria Rural Federal  | «Ignacio M. Altamirano»        | Páricuaro              | 1939                  | -                                 | -         |
| Escuela Primaria Rural Federal  | «Melchor Ocampo»               | Cerro Colorado         | -                     | -                                 | -         |
| Escuela Primaria Rural Federal  | «Francisco Serrato»            | Guanoro                | -                     | -                                 | -         |
| Escuela Primaria Rural Federal  | «Francisco González Bocanegra» | Santa Ana              | -                     | 16DP0770M                         | -         |
| Escuela Primaria Rural Federal  | «José Ma. Morelos»             | Buenavista             | -                     | -                                 | -         |
| Escuela Primaria Rural Federal  | «Ignacio Allende»              | Enandio                | -                     | -                                 | -         |
| Escuela Primaria Rural Federal  | «Profesor Rafael Ramírez»      | El Aguaje              | -                     | -                                 | -         |
| Escuela Primaria Rural Federal  | «Emiliano Zapata»              | Zicata                 | -                     | -                                 | -         |
| Escuela Primaria Rural Federal  | «Mariano Matamoros»            | Zicata Chico           | -                     | -                                 | -         |
| Escuela Primaria Rural Federal  | «Maestro Lauro Aguirre»        | Landeros               | -                     | -                                 | -         |
| Escuela Primaria Rural Federal  | «Leona Vicario»                | Puerto de los Laureles | -                     | -                                 | -         |
| Escuela Primaria Rural Federal  | «José Ma. Morelos»             | El Rodeo               | -                     | -                                 | -         |
| Escuela Primaria Rural Federal  | «Emiliano Zapata»              | Tibuscatío             | -                     | -                                 | -         |
| Escuela Primaria Rural Federal  | «Carlos A. Carrillo»           | Orocutín               | -                     | -                                 | -         |
| Escuela Primaria Rural Federal  | -                              | El Llano               | -                     | -                                 | -         |

#### Secundaria
| Categoría                  | Nombre                                            | Comunidad         | Ubicación | Fundacíon          | Clave |
| -------------------------- | ------------------------------------------------- | ----------------- | --------- | ------------------ | ----- |
| Escuela Secundaria Federal | «Ricardo Flores Magón»                            | Benito Juárez     | Mapa      | Agosto de 1978     | -     |
| Escuela Secundaria Federal | «20 de noviembre»                                 | Páricuaro         |           | 24 de mayo de 1984 | -     |
| Escuela Telesecundaria     | «Profesor Rafael Ramírez»                         | Cerro Colorado    |           | -                  | -     |
| Escuela Telesecundaria     | -                                                 | Timbuscatio       |           | -                  | -     |
| Escuela Telesecundaria     | -                                                 | Zicata            |           | -                  | -     |
| Escuela Telesecundaria     | «Telesecundaria Comunitaria de Agua de La Piedra» | Agua de La Piedra |           | -                  | -     |

#### Preparatoria
| Categoría                                       | Nombre                      | Comunidad     | Fundacíon               | Ubicación | Página Web |
| ----------------------------------------------- | --------------------------- | ------------- | ----------------------- | --------- | ---------- |
| Centro de Bachillerato Tecnológico agropecuario | «Lic. Benito Juárez García» | Benito Juárez | 2 de septiembre de 1982 | Mapa      | cbta153    |

## Demografía

### Religión
En la historia del municipio de Juárez, en el ámbito religioso han existido diferentes creencias, siendo la dominante la religión católica, la cual es un aproximado de 80% de la población, debido a esto todas las comunidades poseen una capilla católica a excepción de pequeñas rancherías. El resto de las creencias de la población se cierne en diferentes religiones como son la Sabatista,Testigos de Jehová, Cristianos, Pentecostés y del Séptimo Día.
En cuanto a la religión Pentecostés, la comunidad de Landero, perteneciente a la tenencia de Guanoro, en poco tiempo se logró convertir en un centro de referencia de la difusión de esta iglesia en el municipio de Juárez y en todo el oriente de Michoacán. pues en esta comunidad es el 90% de la población la que profesa esta religión.
Es también de interés en las comunidades de Benito Juárez y Parícuaro en las que habitan personas con religiones distintas a la católica, en Benito Juárez por ejemplo, la religión cristiana es ya significativa a contar templo, por su parte e Parícuaro se cuenta con templos Sabatistas y de los Testigos de Jehová. 

### Localidades
En el censo de 2020 el municipio de Juárez contaba con 45 localidades.
| Código INEGI      | Localidad             | Población (2020) |
| ----------------- | --------------------- | ---------------- |
| 160460001         | Benito Juárez         | 3 907            |
| 160460014         | Parícuaro             | 2 659            |
| 160460018         | Santa Ana de Guerrero | 1 313            |
| 160460005         | Cerro Colorado        | 1 102            |
| Otras localidades | Otras localidades     | 5 955            |
| Total municipal   | Total municipal       | 14 936           |

## Monumentos

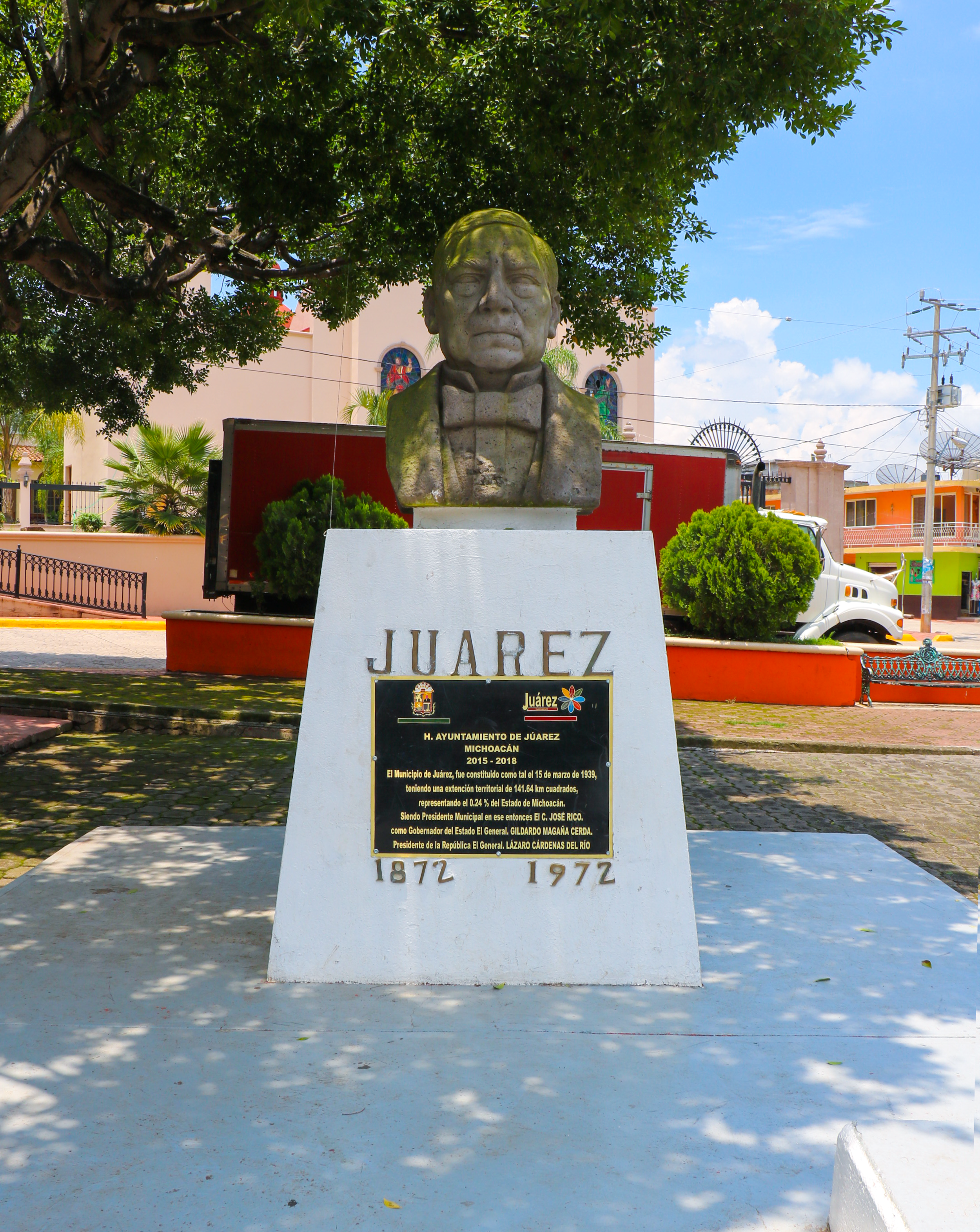
Monumento a don Benito Juárez García en la Plaza Cívica de Benito Juárez, Mich.

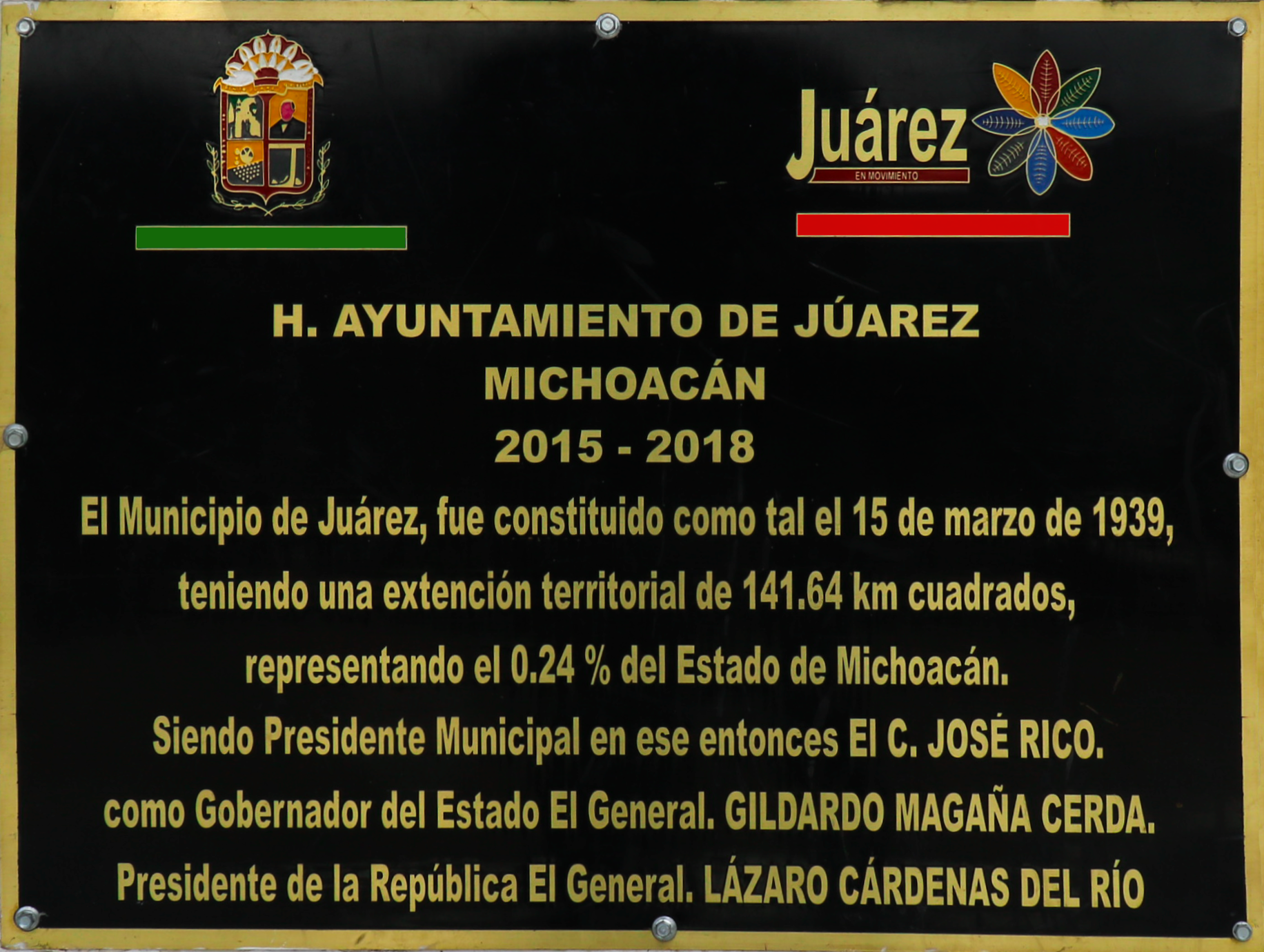
Placa en el Monumento a don Benito Juárez García.

### Monumento a Don Benito Juárez García
El monumento más importante del Municipio de Juárez Michoacán, es el que se encuentra al sur de la Plaza Cívica, en la cabecera municipal, se trata del Monumento a Benito Juárez.
Históricamente el antecesor del actual monumento era un hemiciclo con un modesto busto al benemérito, el cual se realizó en la década de los 40. Posteriormente en los 60 en la administración del C. Ignacio Bejarano este hemiciclo fue destruido cuando se realizó la remodelación de la Plaza con fines expansivos.
Fue hasta el año de 1972, durante los trabajos de construcción de la nueva Plaza Cívica que se realizaron los planes para construir un nuevo monumento, este fue tallado en piedra, colocado en una base de cemento y ladrillos en donde se colocaron una letras en conmemoración del monumento.
Fue inaugurado el 18 de julio de 1972 en el marco de la conmemoración por los 100 años de la muerte de Benito Juárez García, en dicha inauguración estuvieron presentes el Lic. José Servando Chávez Hernández, gobernador de Michoacán, el Ing. José Enrique Bracamontes, secretario de Comunicaciones y Obras Públicas del gobierno federal, el Ing. Jorge Pensado Gómez del gobierno del estado y el Arq. Roberto Herrera Medina, coordinador regional de obras públicas de Michoacán.

El Monumento consiste en un busto tallado en piedra negra volcánica, descansa sobre un pedestal, ubicado al sureste de la Plaza Cívica, frente a La Parroquia de Nuestra Señora de Guadalupe. (Mapa)
En el año de 2017, bajo la administración municipal del Lic. José Antonio Machuca Ulloa, se colocó una placa donde reza la fundación del municipio, el primer presidente, extensión territorial, porción que representa del Estado, Gobernador y Presidente de ese año.

### Monumento al General Ignacio Zaragoza
En el municipio de Juárez existe el monumento al General Ignacio Zaragoza, el cual está compuesto por una modesta base de material, en donde descansa el busto de pequeño tamaño realizado de piedra.
Este monumento fue colocado originalmente frente al Palacio Municipal, en lo que ahora es la calle Benito Juárez durante la administración del C. Laureano Padilla Ruiz, en el año de 1948. Años después, cuando se comenzaron los trabajos para a construcción de un nuevo pació municipal a finales de la década de los 50´s y principios de los 60´s, este monumento fue retirado de su lugar, y guardado por muchos años dentro de las instalaciones del Palacio Municipal.
Fue durante la administración del C. Luis Yarza Solorzano, en el año de 1972, luego de terminadas las aulas en la Escuela Primaria Rural "Ignacio Zaragoza", en que dicho monumento fue colocado dentro de las instalaciones , posteriormente con el tiempo se movió del lugar en donde se encontraba.

### Monumento a la Guayaba

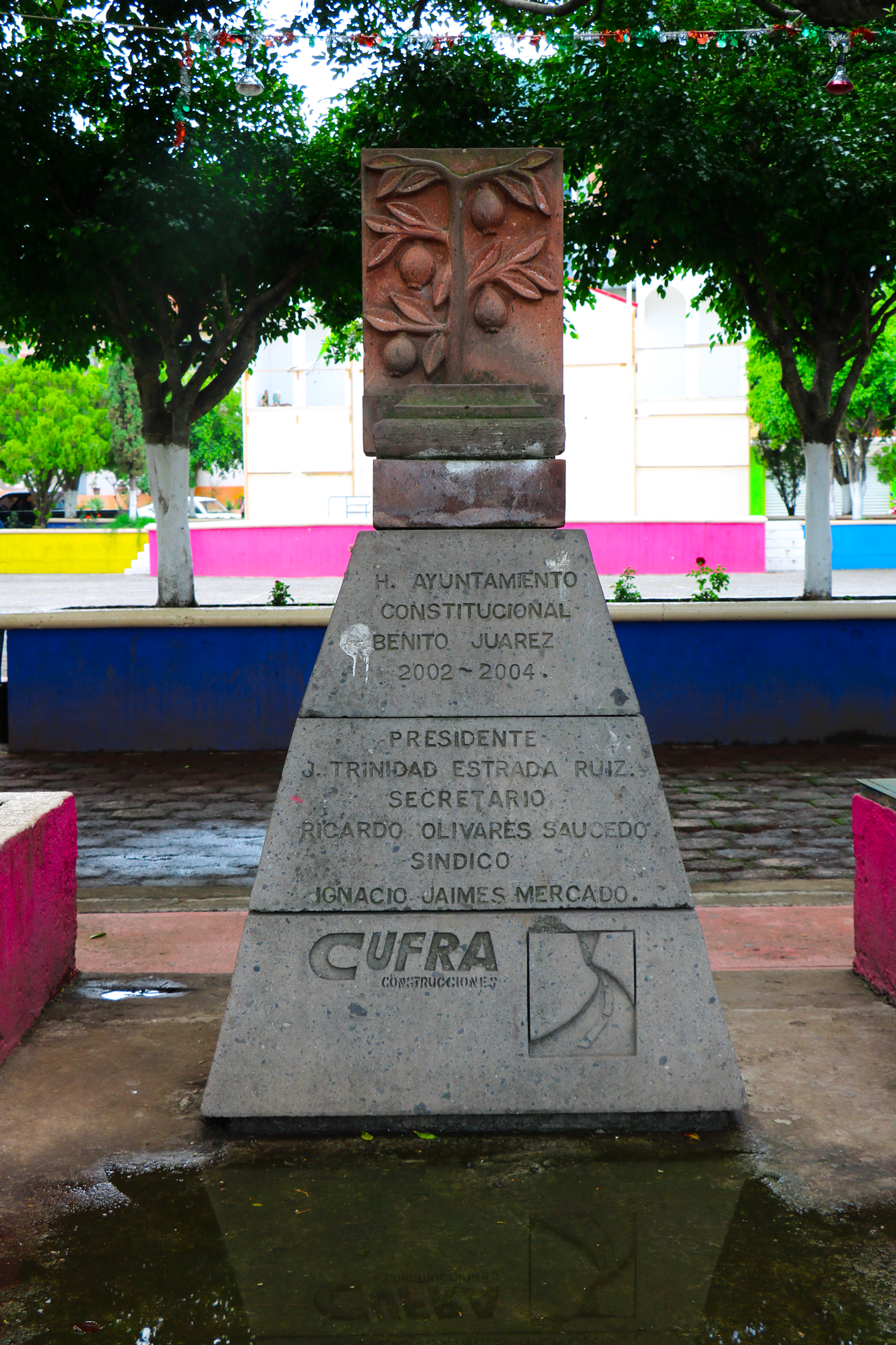
Monumento a la Guayaba en la Plaza Cívica de Benito Juárez.

El monumento a la Guayaba del Municipio de Juárez, fue inaugurado durante la administración de Profr. J. Trinidad Estrada Ruíz en el año de 2004, dicho monumento fue realizado por la empresa CUFRA tal como lo deja ver a inscripción que hay en el mismo.
El monumento es pequeño, es realizado de cantera gris y rosa, la parte baja es una pirámide de cantera gris dividida en tres niveles visibles y en donde está inscrita la leyenda de la misma. En la parte superior realizada de cantera rosa está tallado un árbol de guayabo, el cual es un homenaje al fruto que ha sido motor económico de municipio.

### Arco de acceso al caso de la Hacienda de Laureles

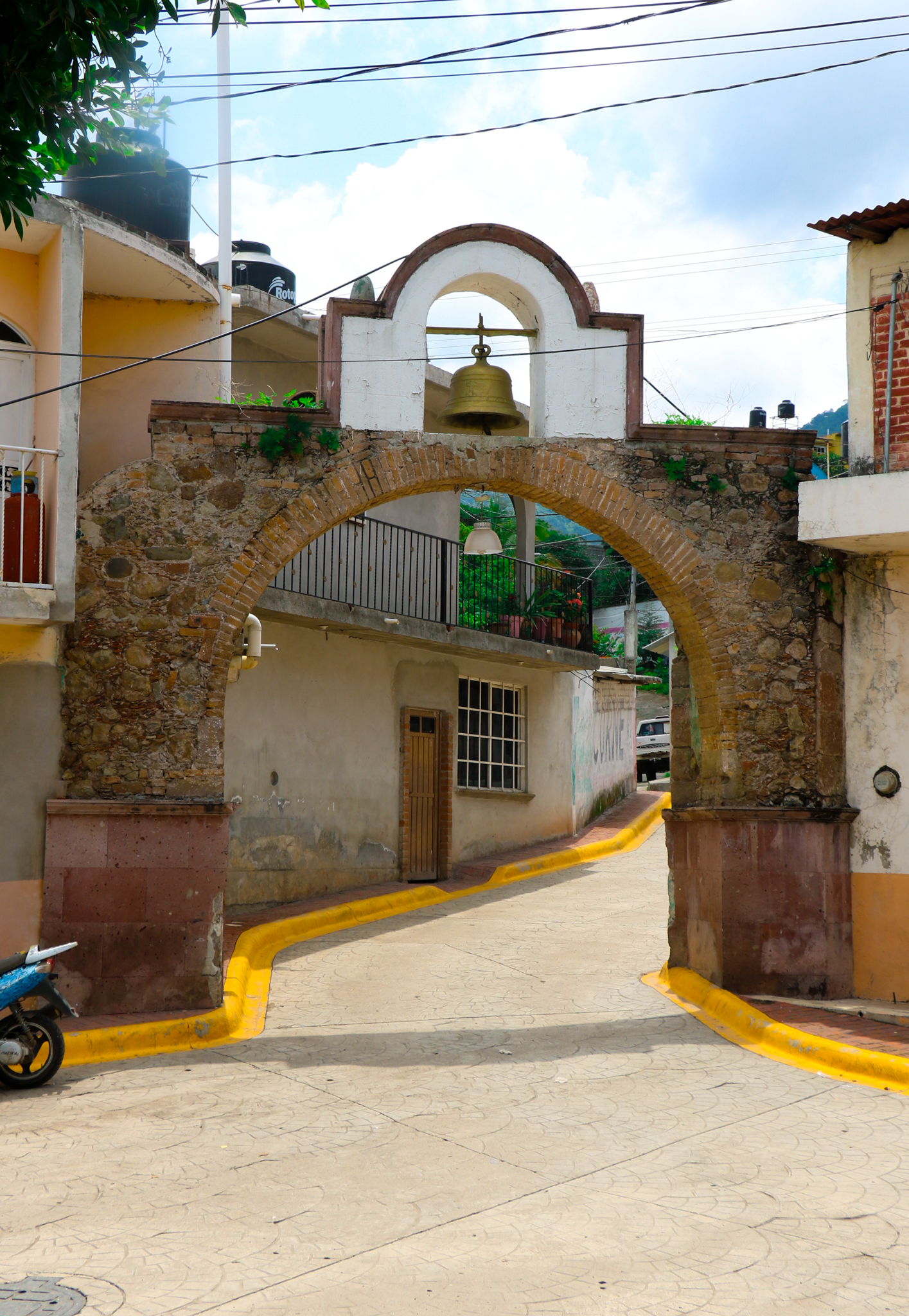
Arco de la Campana en Benito Juárez, Mich.

El arco con la campana ubicado a noreste de la Plaza Cívica, era en los tiempos de la hacienda de Santa Bárbara el acceso a trapiche, por el cual los trabajadores ingresaban para trabajar.
Contaba con una campana, la cual se conserva hasta el día de hoy, esta campana esta dedicada a Santa Bárbara, y era tocada en las fiestas, en la época de las revoluciones que atravesó nuestro país, era utilizada para llamar a la gente a luchar, hoy en día es un recordatorio de esos épocas de la colonia.

## Plaza cívica de Benito Juárez

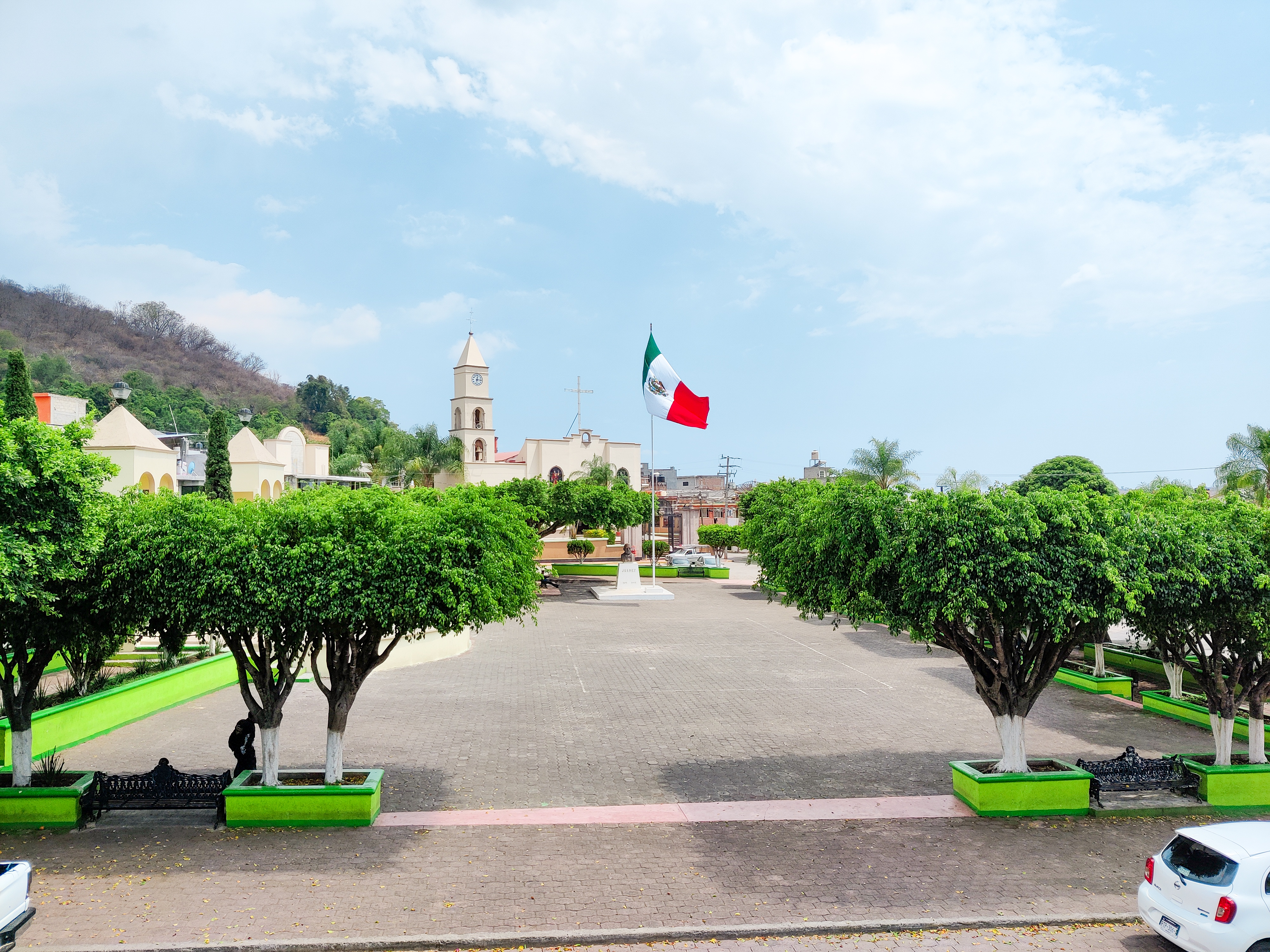
Plaza Cívica "Lic. Benito Juárez García" vista desde el Palacio Municipal.

Benito Juárez fue de los primeros pueblos del Municipio en tener una plaza cívica, la de esta comunidad data de la época de los 20´s, misma que sirvió a la población hasta los 60´s. Las características de esta plaza eran de tamaños muy reducidos y sin elementos de decoración, en ella se sabe estaban algunos puesto.
Para los años 60´s propiamente dicho, durante la administración del C. Ignacio Bejarano, la Plaza Cívica fue ampliada hacia su parte sur, aunque no tuvo ninguna mejora en cuanto a arreglos se refería.
Fue hasta el año de 1972, durante la administración del C. Luis Yarza Solórzano en que con motivo de la conmemoración por los 100 años del fallecimiento de Benito Juárez García se comenzaron a realizar varias obras de gran relevancia arquitectónica, una de ellas fue la demolición de la antigua plaza y construcción de una nueva, en donde se incluiría un monumento al benemérito de las Américas y elementos ornamentales como jardineras, bancas y lámparas.
Luego de terminados los trabajos esta obra fue inaugurada el 18 de julio de 1972.
Fue en los años 90´s, durante la administración del C. Anacleto García Escobar, en que se realizó la construcción de quiosco.
Para la administración 1996-1998 del C. Mario Miranda Avilés, se volvieron a hacer modificaciones a la Plaza, colocando muchos de los elementos que continúan hoy en día, como lo fue el adoquín o las bancas.

## Palacio municipal

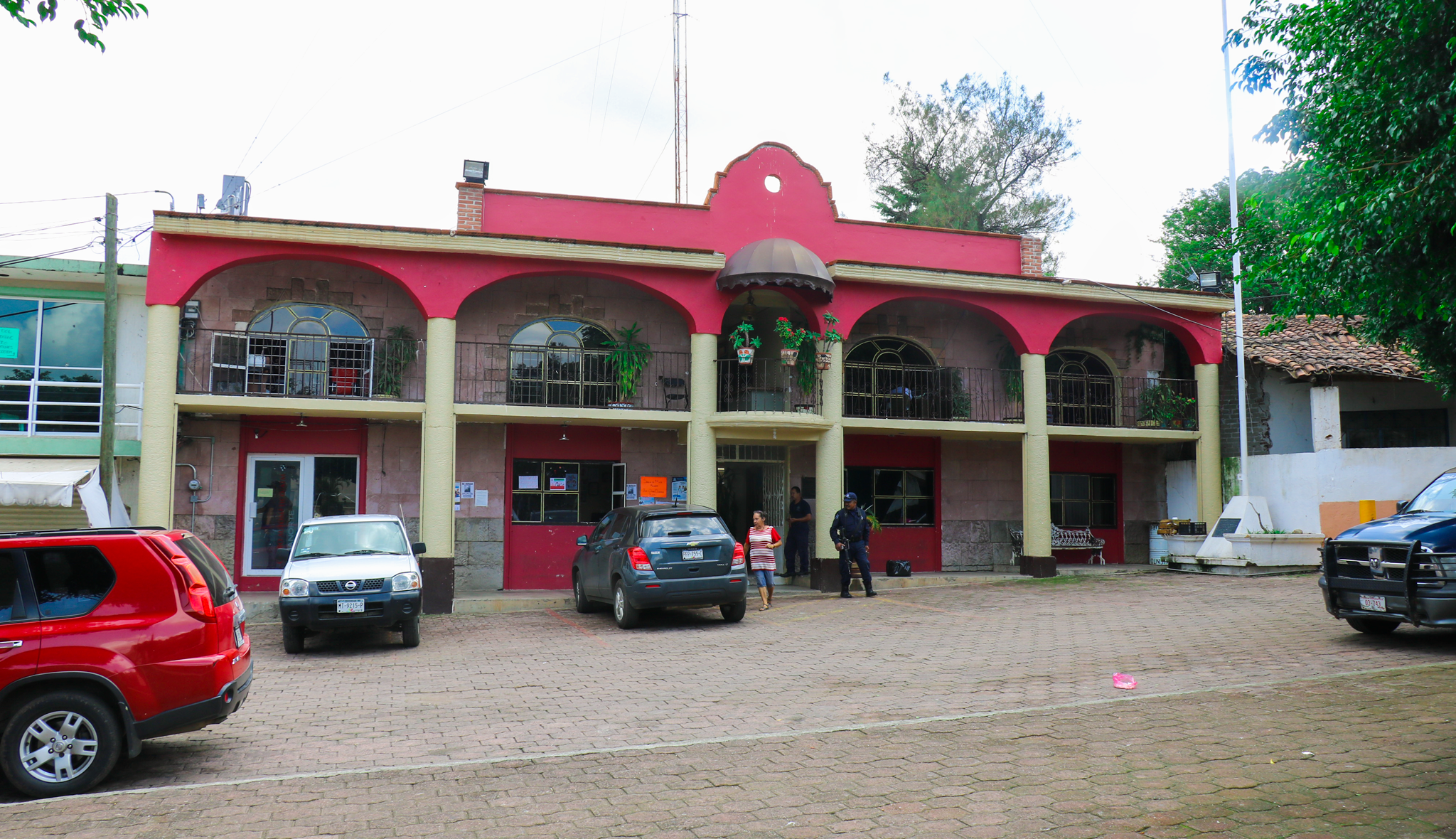
Presidencia de Benito Juárez, Mich.

El Palacio Municipal de Juárez, sede del gobierno municipal, a principios de la década de los 70´s era aun un edificio de adobe, teja y madera, sin lujo, poseyendo las características arquitectónicas antiguas. El lugar en donde se encontraba asentado, era el mismo que hasta el día de hoy utiliza el actual palacio municipal.
Fue en la administración municipal 1972-1974, en que se derribó el antiguo edificio y se comenzaron los trabajos para realizar uno nuevo, utilizando espacios destinados para las dependencias pertenecientes al gobierno del estado: Receptoría de Rentas y Registro Civil.
El edificio construido fue realizado a base de cemento y tabique rojo, en este tiempo el edificio construido era más que suficiente para satisfacer las necesidades de una administración pública.
20 años después, en la administración 1997-1999, presidida por el C. Mario Miranda Avilés, el edificio fue remodelado, dándole una fachada moderna, aunque conservando el estilo clásico colonial que identificaba a las antiguas haciendas.
Hoy en día el Palacio Municipal continua en el mismo espacio, sobre la calle Benito Juárez, al norte de la Plaza Cívica Municipal.

## Panteón municipal

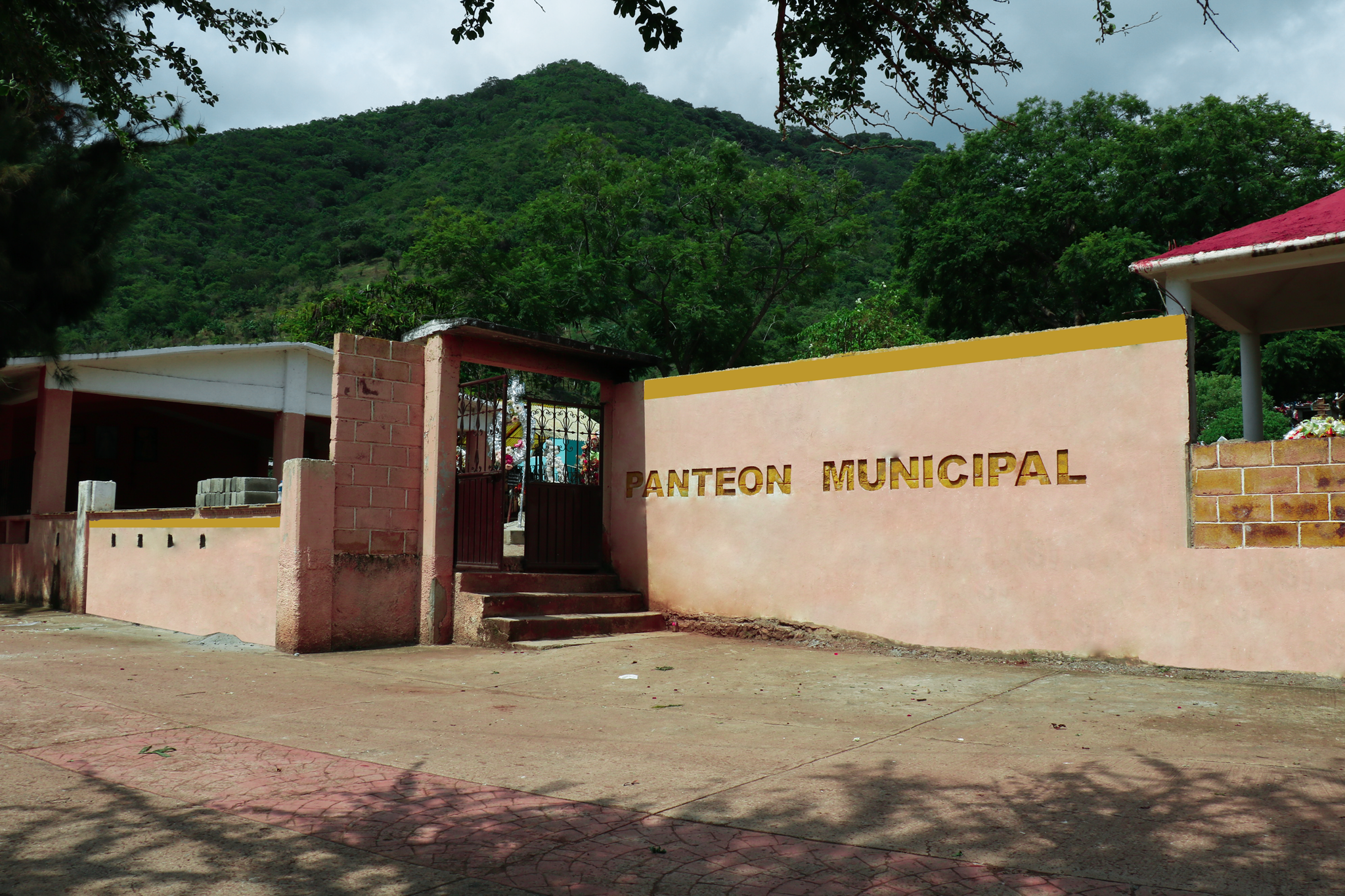
Entrada del Panteón Municipal de Juárez

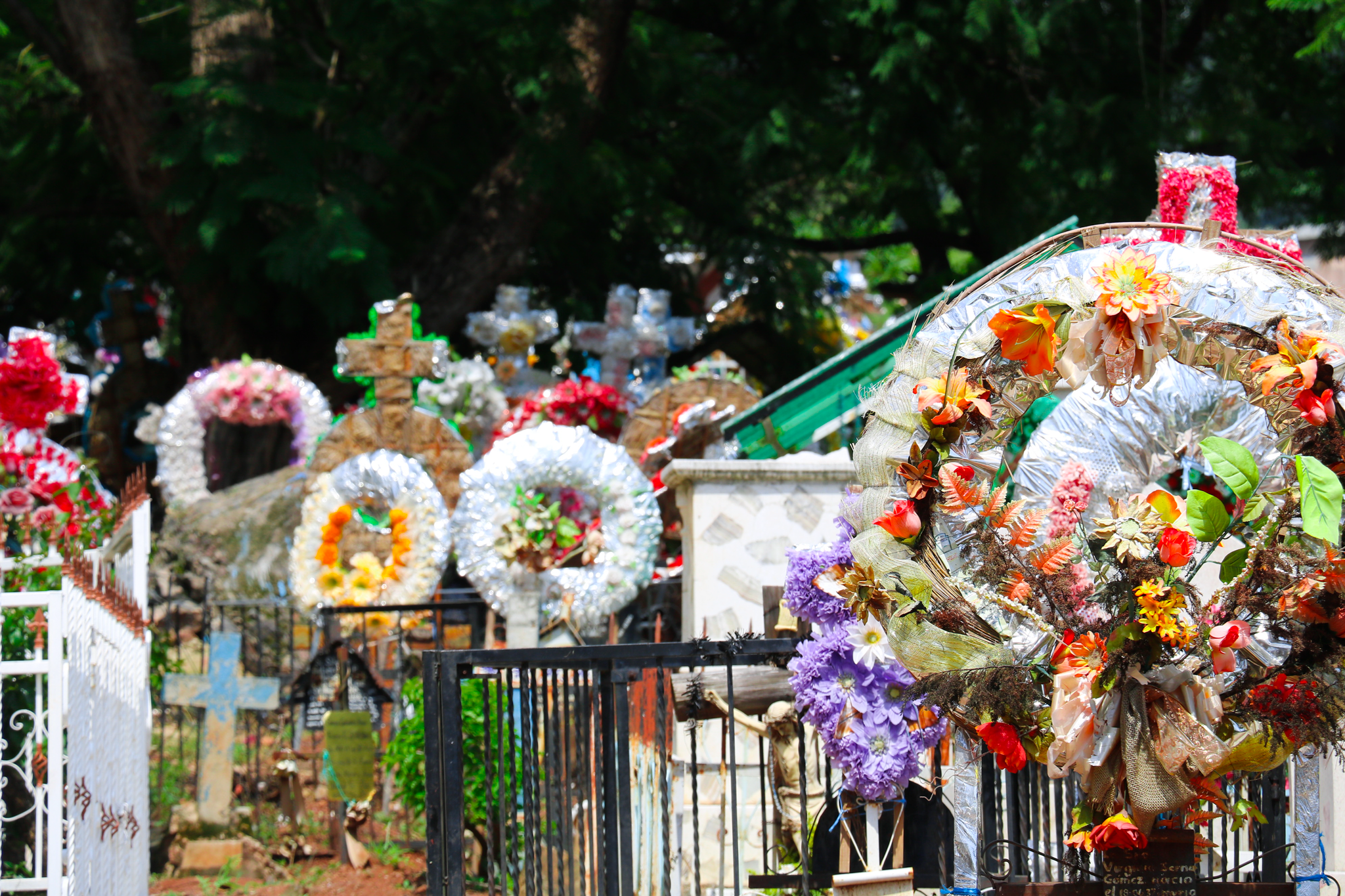
Coronas adornan el Panteón Municipal de Benito Juárez Mich.

La historia del Panteón municipal data, desde la memoria actual de la década de los 20´s, el cual estuvo ubicado en la lobera, hasta la década de los 40´s en que se novio su ubicación en la cual se encuentra actualmente, al pie del cerro de la cruz, al norte de la comunidad de El Limoncito. En la administración 2002-2004 del Profr. J. Trinidad Estrada Ruíz, se realizó la construcción de la pavimentación de la calzada del Panteón, la cual le dio un gran realce al mismo, lo que benefició asimismo a los habitantes de El Limoncito.
A este panteón asisten habitantes de las comunidades de El Limoncito, Puerto de Laureles, Buenavista de Zapata, Santa Ana de Guerrero y Benito Juárez.
Este panteón tiene visitas semanalmente de los habitantes que visitan a sus familiares difuntos, aunque es en el mes de noviembre, específicamente del 1 al 3 en que se acude mucha gente a visitar las tumbas, el día 1 se realiza misa en el descanso del panteón.

## Parroquia de Nuestra Señora de Guadalupe

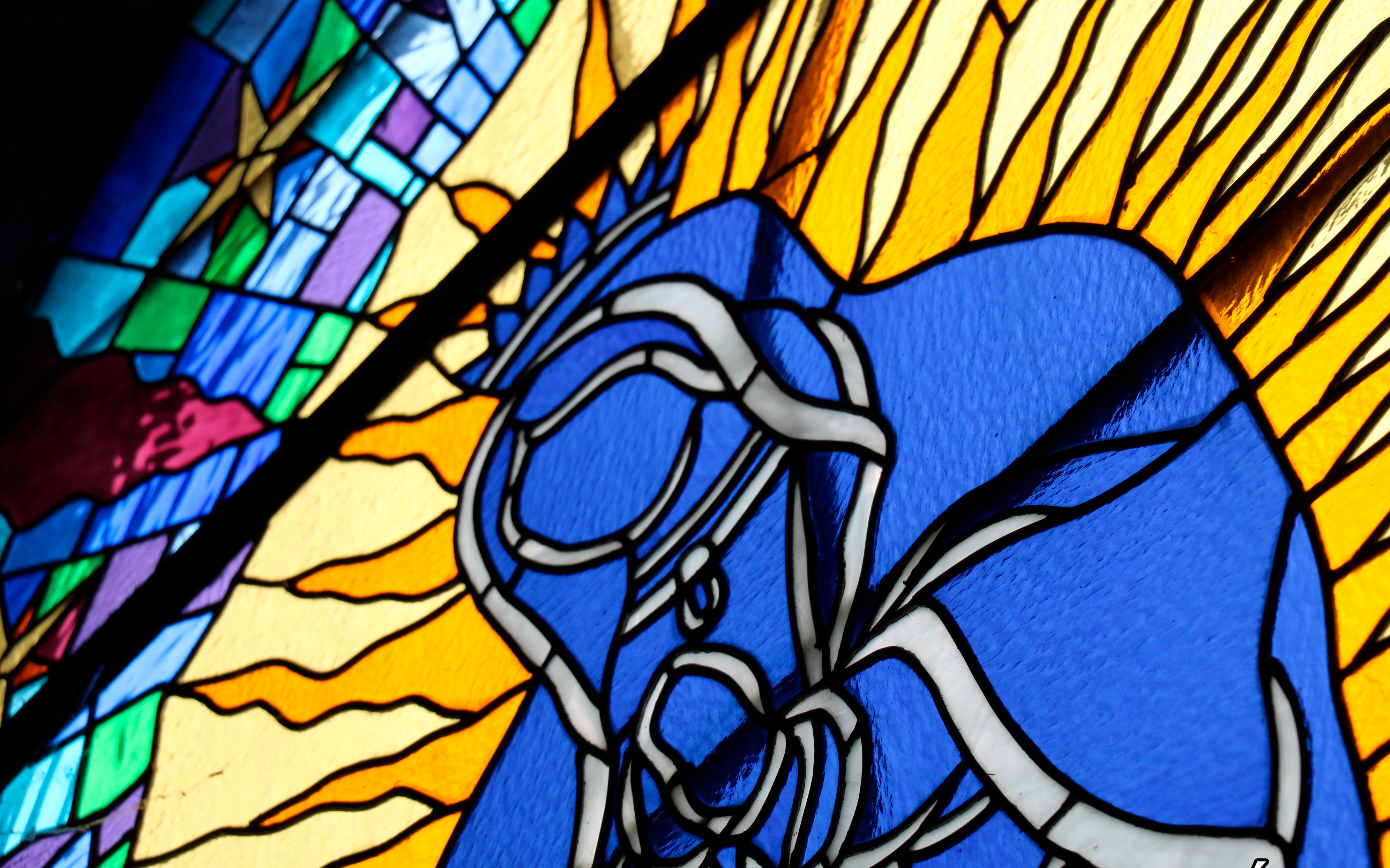
Detalle Vitral a un costado de la Parroquia de Benito Juárez.

Los antecedentes de la Parroquia de Nuestra Señora de Guadalupe de Benito Juárez, los encontramos en la antigua capilla dedicada a Santa Bárbara construida por los españoles en el siglo XVII. En esta capilla al estar dentro del casco de la Hacienda se celebraba misa con regularidad a los habitantes del pueblo. La capilla estaba construida de mampostería, con el paso del tiempo fue parte de la Parroquia de San Francisco de Tuzantla, fue así como el Párroco de este lugar, el Pbro. Ignacio Ávalos, en el año de 1950 destruyo el edificio de la capilla, con la intención de hacer una nueva, la cual fue concluida hasta el año de 1972, estando como Párroco el Pbro. Hilario Téllez, quien fue apoyado para los trabajos por parte del Ayuntamiento.
La capilla tenía un órgano de gran tamaño, el cual era utilizado para armonizar las misas el Sr. Bulmaro, la capilla tenía un retablo colonial.
Resulta un acierto por parte de los párrocos que han derribado las dos estructuras, el haber dejado la torre, la cual es conservada intacta como lo estuvo en su construcción inicial y la cual es considerada patrimonio del municipio de Juárez.
En el campanario, la Parroquia cuenta con diversas campanas, la más antigua es del año de 1893, la cual esta dedicada a 

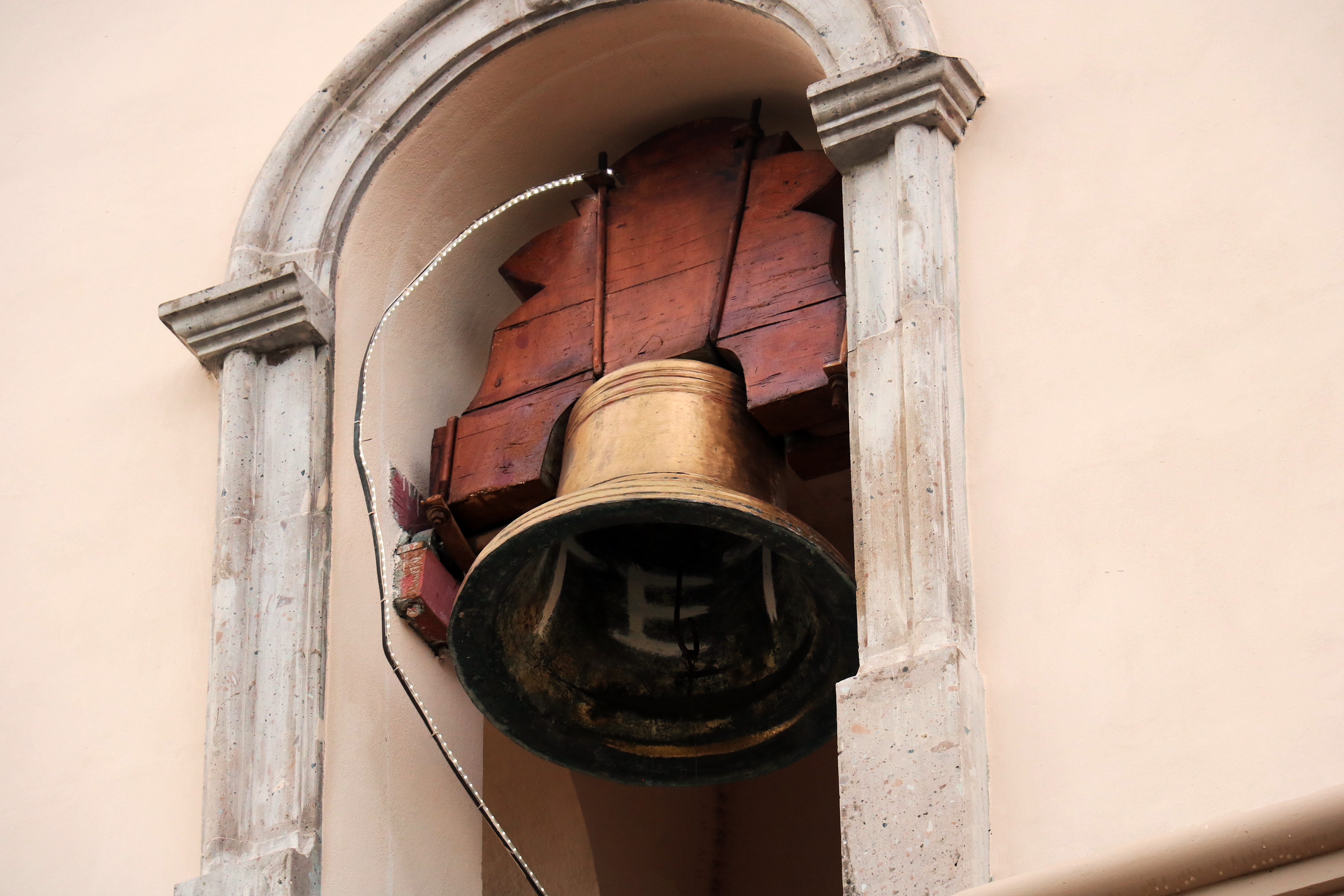
Campana de 1893 «Grande Nuestra Señora de la Victoria».

«Nuestra Señora de la Victoria».

### Ascensión a Parroquia
Luego de las solicitudes realizadas ante el obispo de Tacámbaro, el domingo 23 de junio de 1963, la antigua capilla de Santa Bárbara fue elevada a la categoría de Parroquia, convirtiéndose en una de las 35 parroquias de la diócesis de Tacámbaro, la nueva parroquia de Benito Juárez quedó con límites del nuevo municipio de Juárez. Se declaró a Nuestra Señora de Guadalupe como patrona primera y como patrona segunda a Santa Bárbara
La celebración la realizó el que hasta entonces había sido Párroco de Tuzantla, el Pbro. Ignacio Ávalos, a la misma acudió gran cantidad de fieles pertenecientes a las capillas que quedaban comprendidas dentro de la nueva parroquia, así como varios sacerdotes entre ellos el Pbro. Miguel Hernández Rubio quien era el vicario coadjunto de Zitácuaro y el Mons. Jesús Carreón, secretario de la Mitra de Tacámbaro, apoyando con la celebración estuvieron presentes el Pbro. David Humberto Moreno quien era el rector del Seminario Diocesano en ese entonces y el Pbro. Feliciano Valencia quien se encontraba en Susupuato fungiendo como vicario; asimismo estuvo presente el obispo de Tácambaro Mons. José Abraham Martínez Betancourt, fue este día en que se nombró como responsable de la notaria parroquial de Benito Juárez el Pbro. Lamberto Sánchez.
Al término de la celebración de erección de parroquia se realizaron confirmaciones y presentaciones de novios.
Posteriormente se comenzó el dictado del acta en donde quedaba asentada la erección canónica de la Parroquia, la cual fue firmada por el Obispo y el secretario.

### Nueva Parroquia de Nuestra Señora de Guadalupe

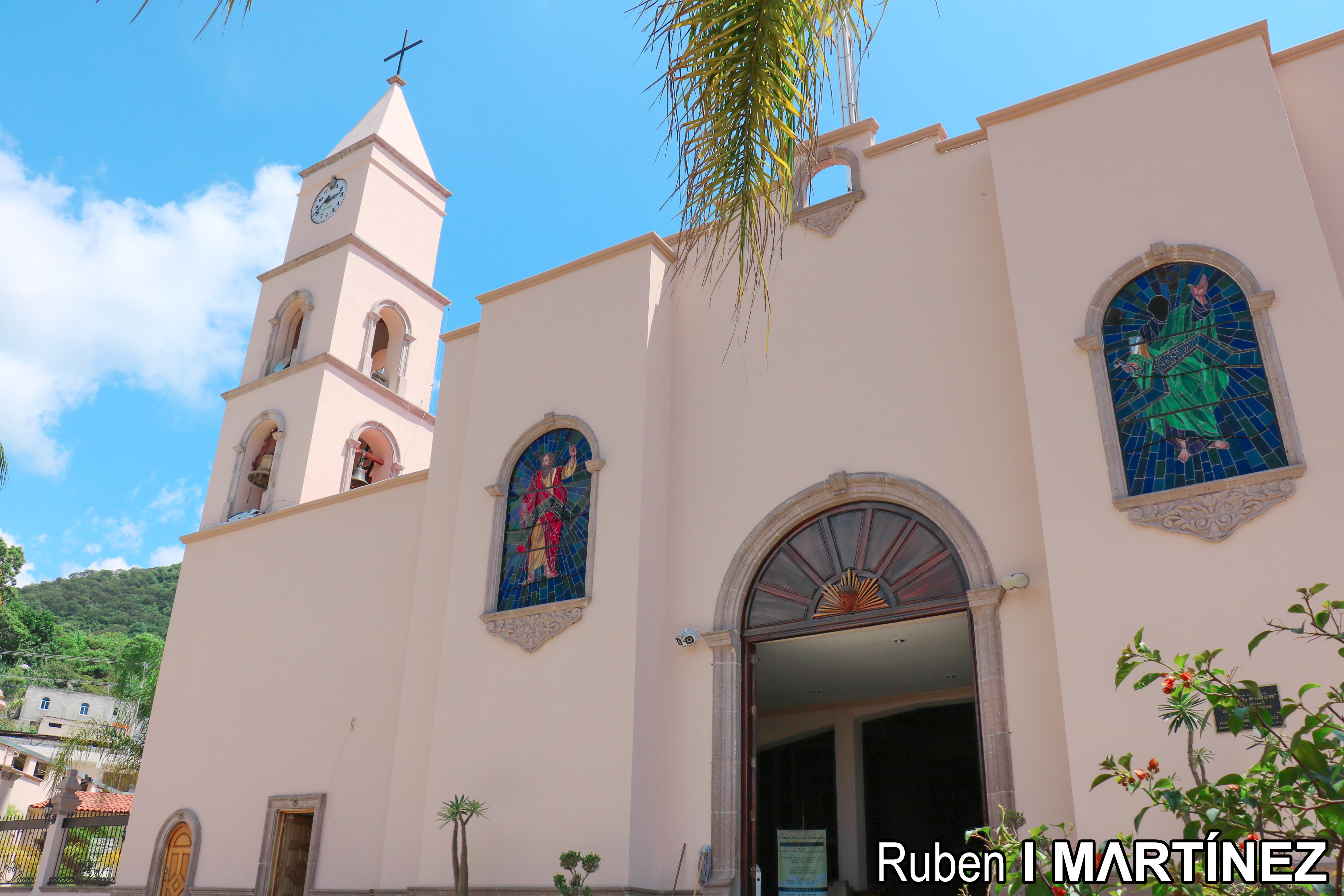
Parroquia de Nuestra Señora de Guadalupe.

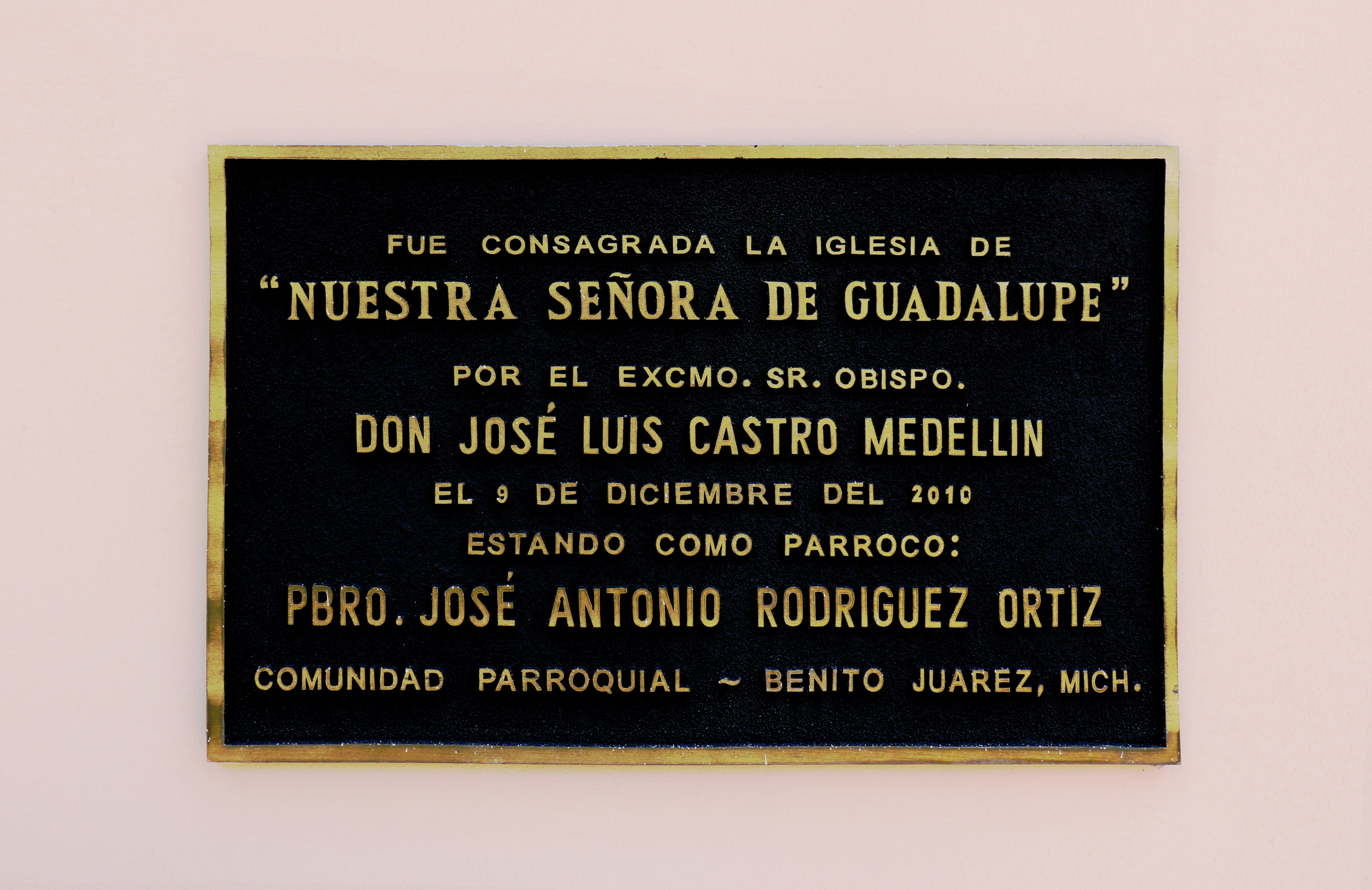
Placa consagración de la Iglesia, expuesta en la entrada de la Iglesia.

Con la llegada del Pbro. José Antonio Rodríguez Ortiz en el año de 2006, se inició la demolición y posterior reconstrucción de la Parroquia.
Gracias a la ayuda de todo el municipio y de la ayuda de los fieles residentes en Estados Unidos, se

### Párrocos
Los Párrocos que han dirigido la espiritualidad de la parroquia han sido varios, desde la década de los sesenta cuando se instauró como parroquia, hasta el día de hoy, han desfilado 12 párrocos.
|    | Presbítero                   | Inicio                  | Fin                     | Duración |
| -- | ---------------------------- | ----------------------- | ----------------------- | -------- |
| 01 | † Ignacio Ávalos             | 23 de junio de 1963     | 20 de julio de 1968     | 5 años   |
| 02 | † J. Trinidad Genel          | 20 de julio de 1968     | 30 de noviembre de 1969 | 1 año    |
| 03 | † Juvenal Hernández          | 30 de noviembre de 1969 | 21 de enero de 1972     | 2 años   |
| 04 | † Hilario Tellez García      | 21 de enero de 1972     | 6 de octubre de 1979    | 9 años   |
| 05 | † Vidal Magaña               | 6 de octubre de 1979    | 17 de octubre de 1986   | 7 años   |
| 06 | † Víctor Franco Méndez       | 17 de octubre de 1986   | 11 de diciembre de 1986 | 2 meses  |
| 07 | † Gonzalo Martínez Martínez  | 11 de diciembre de 1986 | 13 de mayo de 1993      | 6 años   |
| 08 | Rafael Echevarría Campoverde | 13 de mayo de 1993      | 28 de agosto de 2001    | 8 años   |
| 09 | Raúl Rivera Gracida          | 28 de agosto de 2001    | 17 de agosto de 2003    | 2 años   |
| 10 | Ignacio Mendoza Reynoso      | 17 de agosto de 2003    | 2006                    | 3 años   |
| 11 | José Antonio Rodríguez Ortiz | 2006                    | 28 de agosto de 2016    | 10 años  |
| 12 | Heriberto Díaz Piñón         | 28 de agosto de 2016    | 28 de julio de 2017     | 11 meses |
| 13 | Joel Ocampo Gorostieta       | 30 de agosto de 2017    | -                       | -        |

### Iglesias de la Parroquia de Nuestra Señora de Guadalupe
| N.º | Nombre                                    | Festividad      | Población                 | Horario de Misas                                                                                               | Ubicación |
| --- | ----------------------------------------- | --------------- | ------------------------- | --- | --------- |
| 01  | Parroquia de Nuestra Señora de Guadalupe  | 12 de diciembre | Benito Juárez             | -Martes, miércoles y viernes: 7 a. m. -Jueves: 7 p. m. -Domingo: 6 y 8 a. m.; 12 y 6 p. m. (7 p. m. en verano) | Mapa      |
| 02  | Capilla de la Purísima Concepción         | 8 de diciembre  | Parícuaro de Serdán       | -Domingo: 5 p. m.                                                                                              |           |
| 03  | Capilla de San José Obrero                | 1 de mayo       | Cerro Colorado de Ocampo  | -Sábado: 7 p. m.                                                                                               |           |
| 04  | Capilla de Santa Ana                      | 26 de julio     | Santa Ana de Guerrero     | -Sábado: 5 p. m.                                                                                               | Mapa      |
| 05  | Capilla del Sagrado Corazón               | 23 de junio     | Buenavista de Zapata      | - | Mapa      |
|     | Capilla de Santa Bárbara                  | 4 de diciembre  | El Aguaje                 | - | Mapa      |
|     | Capilla de la Virgen de Fátima            | 13 de mayo      | El Puerto de Los Laureles | - | Mapa      |
|     | Santuario de San Martín de Porres         | 3 de noviembre  | El Salto                  | | Mapa      |
|     | Capilla de Iglesia de San Isidro Labrador | 15 de mayo      | El Rodeo                  | |           |
|     | Capilla de La Asunción de María           | 15 de agosto    | Irapeo de Madero          | |           |
|     | Capilla de San Ignacio de Loyola          | 31 de julio     | Zícata Chico              | - |           |

## Fiestas Cívicas
Las fiestas cívicas en el municipio de Juárez, Michoacán, son para la mayoría de los habitantes eventos de gran relevancia y que son esperadas con alegría por parte de la población, ya que en ellas se organizan diferentes espectáculos de interés social como son Jaripeo-Bailes, desfiles, comida así como números musicales o presentaciones artísticas.
En Juárez las fiestas cívicas principales a lo largo del año son las siguientes:

### 5 de mayo
La fiesta más grande y de importancia municipal es la que se celebra el 5 de mayo en Benito Juárez, llegando a denominarse "Feria Juárez", esta fiesta se realiza durante una semana o más tiempo, dependiendo de las actividades a realizarse.
El día mayor es el 5 de mayo en que se realiza un desfile con la participación de todos los niveles educativos del municipio, por la tarde se realiza un jaripeo-baile.
Esta tradición se remonta a más de 100 años de antigüedad, pues ya se celebraba incluso antes de instaurarse el ejido de Laureles.

### 15 y 16 de septiembre
Así mismo en la cabecera municipal, Benito Juárez, se realizan las fiestas patrias, los días 15 y 16 de septiembre, el 15 se organiza la velada en donde posteriormente se procede al tradicional grito, al término de este se quema un castillo; el 16 de celebra con un desfile.
Durante estos días se instalan juego mecánicos y diversos puestos para disfrutar de las fiestas.

### Parícuaro

#### 20 de noviembre
La fiesta cívica de la localidad de Parícuaro es celebrada anualmente el 20 de noviembre, en conmemoración del inicio de la revolución mexicana, este día comienza con un desfile por la carretera federal 51, que en esta comunidad se llama Av. Lázaro Cárdenas. en el desfile participan diferentes niveles educativos que son invitados a participar.
Esta fiesta suele durar de 5 a 7 días, en donde todas las tardes se instala una feria con juegos mecánicos, teniendo bailes, y peleas de gallos.
Esta fiesta cívica es organizada por el ejido de Orocutín de Serdán.

## Fiestas Religiosas
Las fiestas religiosas en Juárez, son una parte fundamental en la tradición y fe de los habitantes, teniendo como destacadas y más importantes las siguientes:

### 12 de diciembre
En la cabecera municipal, Benito Juárez, en donde se encuentra el Templo Parroquial, se celebra a la virgen de Guadalupe, patrona de la Parroquia. Este día comienzan los festejos con las mañanitas a la virgen, posteriormente se tiene la visita del Obispo de Tacámbaro, quien celebra las confirmaciones a las comunidades y después a la sede parroquial. Ya por la noche se acostumbra realizar un evento de fuegos artificiales acompañados de música religiosa.

### 24 de abril
En Enandio, a pesar de no ser la fecha designada por la iglesia católica, los habitantes de la comunidad celebran a Santa Isabel de Hungría, esta fiesta la celebran durante 3 días aproximadamente, en donde se acostumbran jaripeos, gallos, juegos mecánicos y un baile.
Es en este día en que se acostumbra realizar una comida para todos los visitantes, lo cual es completamente gratuito.

### 3 de mayo
En la colonia Santa Cruz, se realiza la fiesta patronal de esta comunidad, por el Día de la Santa Cruz, así mismo en Benito Juárez, los párrocos acostumbran a subir al cerro de la cruz y realizar una celebración eucarística desde ahí.

### 26 de julio
En Santa Ana, se realiza la fiesta patronal este día, celebrando a su patrona Santa Ana, mamá de la Virgen María.

## Gastronomía

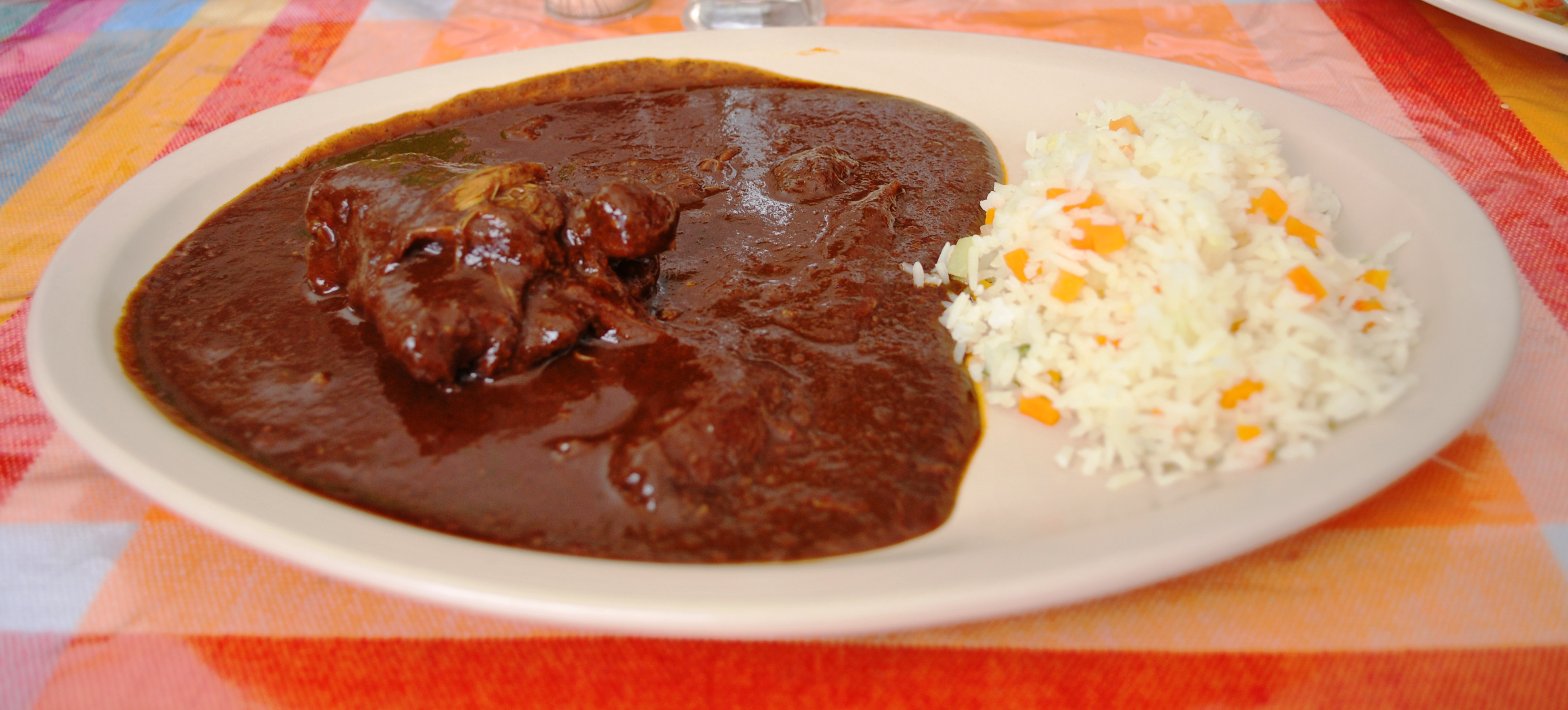
Mole de pollo, el platillo más consumido en el municipio.

En el municipio de Juárez, el platillo por excelencia es el mole rojo, el cual suele estar presente en diferentes fiestas familiares tal como son bodas, quince años, cumpleaños, fiestas cívicas y fiestas religiosas.
Es ampliamente consumido el mole por su sabor.

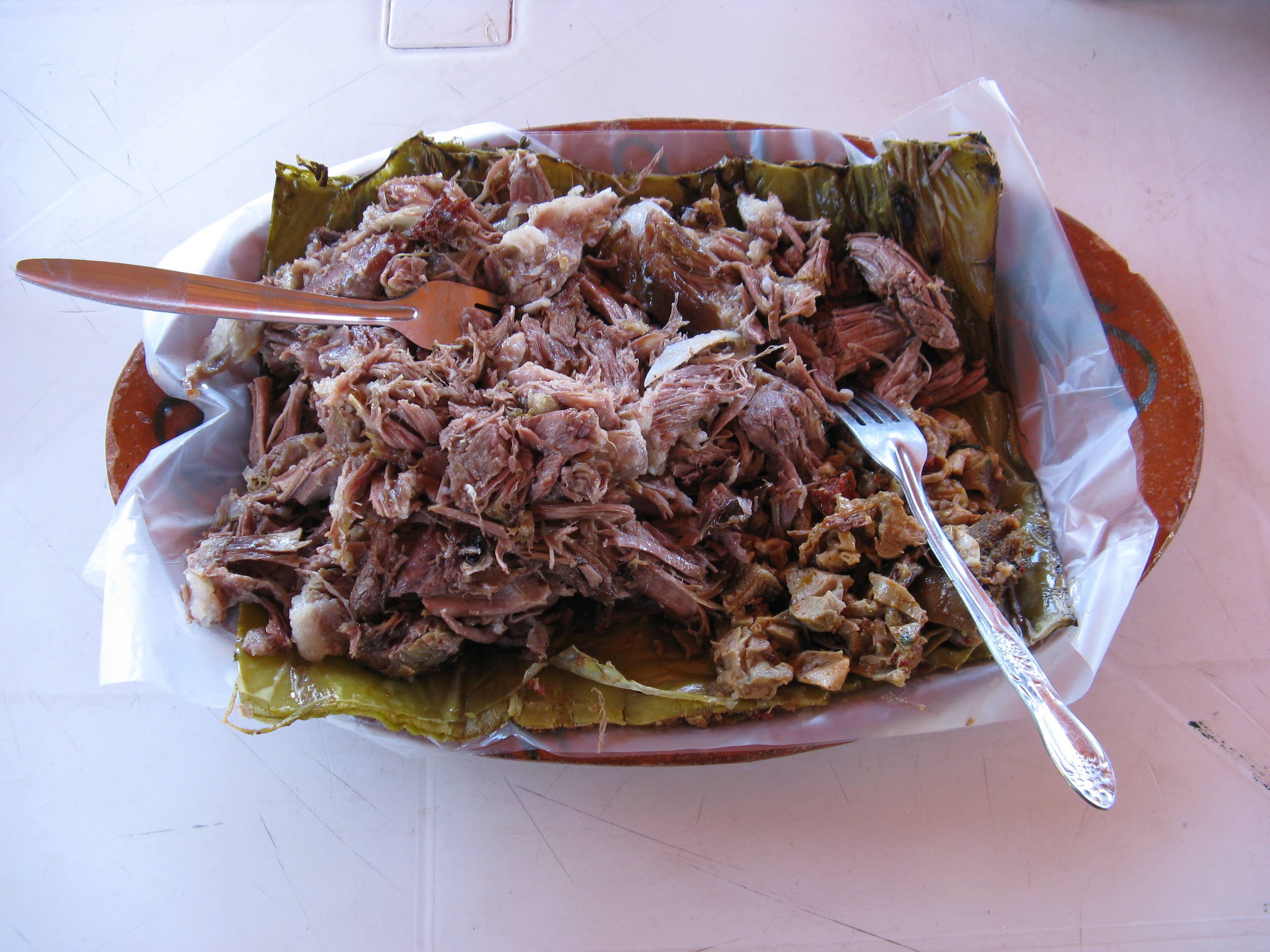
Barbacoa de res.

Otro de los platillos que es muy consumido por los habitantes de Juárez es la barbacoa de res, esto se consume regularmente cuando son fiestas a las cuales se ha invitado gran cantidad de personas.
Otro platillo que no puede faltar son las carnitas de puerco, las cuales se han posicionado también en un platillo preferido, llegando a venderse los días domingo en tiempo regular.
Así como son los mariscos, los cuales han sido del agrado de los Juarenses y los incluyen en su dieta.

## Deporte

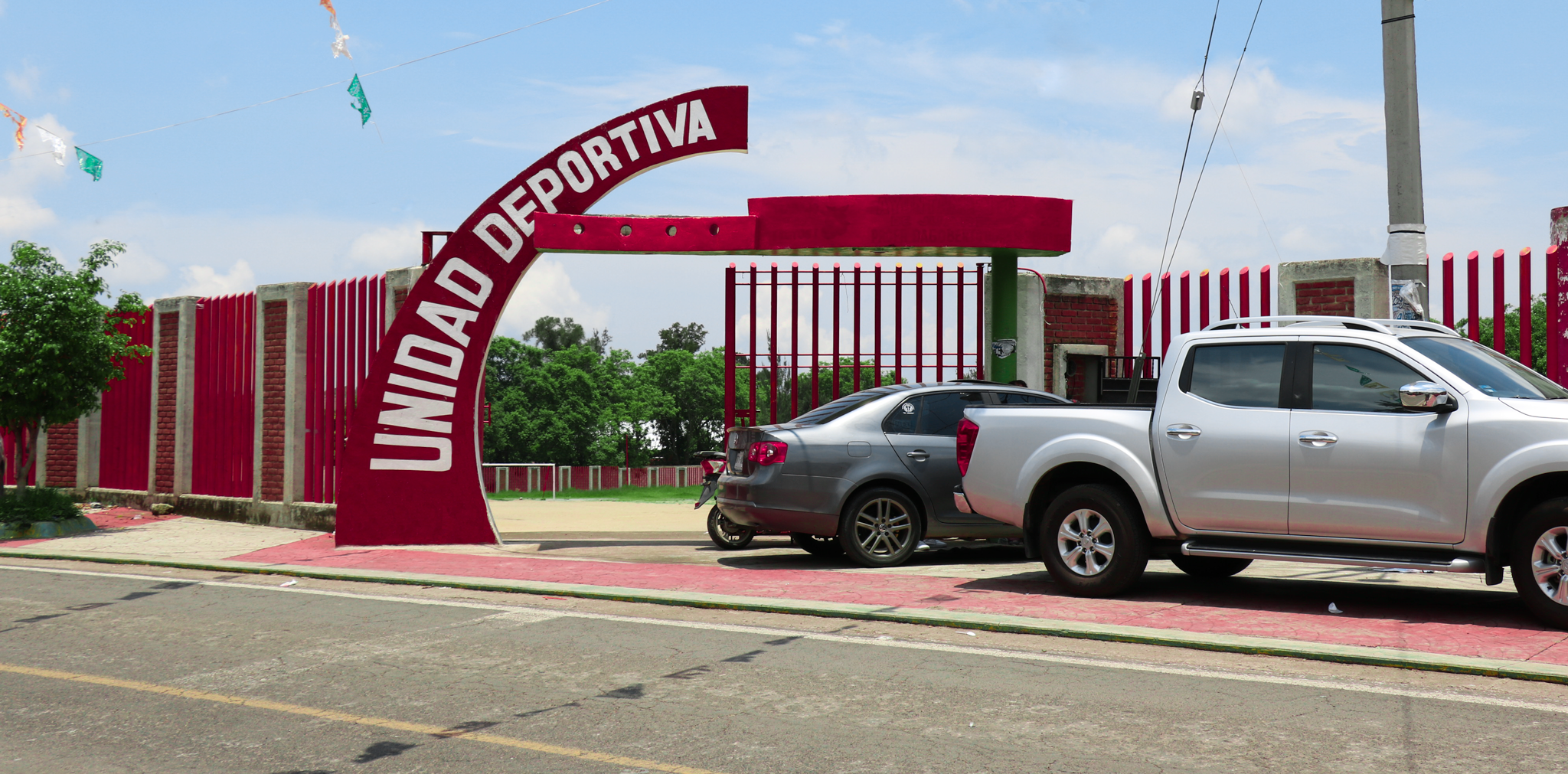
Entrada de la Unidad Deportiva de Juárez

En el municipio de Juárez se practican principalmente dos deportes, los cuales son el básquetbol y el fútbol.
El primero ha contad con mayor tradición y arraigo entre la población, desde los inicios del municipio, el fútbol por su parte adquirió mayor relevancia en el municipio en la época de los 80's, comenzando a practicarse entre niños y jóvenes, hasta por parte de veteranos.
A principios de los 2000s el básquetbol era considerado el deporte más practicando por parte de los Juarenses.

### Fútbol
El Fútbol ha tenido relevancia en el municipio en los últimos años llegando a igualar en importancia al básquetbol, contando con varias canchas llaneras en diferentes comunidades.
Destacando la cancha que se encuentra en la comunidad de El Rodeo, la cual es considerada la mejor del Municipio.
En Juárez se cuenta con una liga municipal de Fútbol, la cual organiza torneos cada cierto tiempo, en donde participan equipos de diferentes localidades y municipios vecinos.

#### Canchas de Fútbol del municipio
| Localidad     | Ubicación |
| ------------- | --------- |
| Benito Juárez | Mapa      |
| El Rodeo      | Mapa      |

### Básquetbol
El básquetbol por otra parte ha sido el deporte por excelencia del Municipio, muestra de ellos es la presencia de canchas en todas las comunidades del mismo, en donde se realizan juegos por las tardes por parte de los habitantes.
Así mismo se organizan juegos de básquetbol como parte de las fiestas cívicas en las diferentes localidades del municipio.
Desde hace 70 años en el municipio de Juárez comienzan a destacar diferentes enfrentamientos entre diferentes equipos entre ellos los "
STIC"Los , "Tarasceo.
Uno de los equipos que destacó en el municipio fue el de Corsarios, que durante los 50's y 60's vivió su mejores tiempos, el mismo que en diferentes equipos de la región.

#### Canchas de Básquetbol en el Municipio
| Localidad                | Ubicación |
| ------------------------ | --------- |
| Benito Juárez            | Mapa      |
| Parícuaro de Serdán      | Mapa      |
| Cerro Colorado de Ocampo | Mapa      |

## Gobierno
El municipio es gobernado por el Ayuntamiento ubicado en la comunidad de Benito Juárez.

### Expresidentes municipales
| N.º | Presidentes Municipales      | Periodo del Gobierno | Partido Político                           |
| --- | ---------------------------- | -------------------- | ------------------------------------------ |
| 01  | José Rico                    | 1939                 | Partido Nacional Revolucionario (PNR)      |
| 02  | Anacleto García Padilla      | 1939-1940            | Partido Nacional Revolucionario (PNR)      |
| 03  | Laureano Padilla             | 1941                 | Partido Nacional Revolucionario (PNR)      |
| 04  | Enrique Orozco Sámano        | 1942                 | Partido Nacional Revolucionario (PNR)      |
| 05  | Anacleto García Padilla      | 1943                 | Partido Nacional Revolucionario (PNR)      |
| 06  | Lucas Orozco                 | 1944-1945            | Partido Nacional Revolucionario (PNR)      |
| 07  | José Negrón Arzate           | 1946                 | Partido Revolucionario Institucional (PRI) |
| 08  | Félix Rangel Martínez        | 1947                 | Partido Revolucionario Institucional (PRI) |
| 09  | Laureano Padilla Ruíz        | 1948                 | Partido Revolucionario Institucional (PRI) |
| 10  | Alberto Suárez Loza          | 1949-1950            | Partido Revolucionario Institucional (PRI) |
| 11  | Anacleto García Padilla      | 1951                 | Partido Revolucionario Institucional (PRI) |
| 12  | Zenaido Cruz Durán           | 1952-1953            | Partido Revolucionario Institucional (PRI) |
| 13  | Ángel Esquivel               | 1954                 | Partido Revolucionario Institucional (PRI) |
| 14  | Maximino García              | 1955-1956            | Partido Revolucionario Institucional (PRI) |
| 15  | José Gutiérrez               | 1957                 | Partido Revolucionario Institucional (PRI) |
| 16  | Santos Valle López           | 1958                 | Partido Revolucionario Institucional (PRI) |
| 17  | Enrique Pérez Suárez         | 1959                 | Partido Revolucionario Institucional (PRI) |
| 18  | Andrés Sánchez               | 1960                 | Partido Revolucionario Institucional (PRI) |
| 19  | J. Carmen Esquivel Granados  | 1961-1962            | Partido Revolucionario Institucional (PRI) |
| 20  | Jesús Arroyo                 | 1963-1965            | Partido Revolucionario Institucional (PRI) |
| 21  | Ignacio Bejarano Palomino    | 1966-1968            | Partido Revolucionario Institucional (PRI) |
| 22  | Odón Serna GómezBartolo Díaz | 1969-1971            | Partido Revolucionario Institucional (PRI) |
| 23  | Luis Yarza Solórzano         | 1972-1974            | Partido Revolucionario Institucional (PRI) |
| 24  | Isidro Rosas Quintana        | 1975-1977            | Partido Revolucionario Institucional (PRI) |
| 25  | Luis Yarza Solórzano         | 1978-1980            | Partido Revolucionario Institucional (PRI) |
| 26  | Alberto Camargo Serna        | 1981-1983            | Partido Revolucionario Institucional (PRI) |
| 27  | Leonardo Estrada Ruíz        | 1984-1986            | Partido Revolucionario Institucional (PRI) |
| 28  | Francisco García Vázquez     | 1987-1989            | Partido Revolucionario Institucional (PRI) |
| 29  | Norberto Arriaga Saucedo     | 1990                 | Partido Revolucionario Institucional (PRI) |
| 30  | Armando Segura López         | 1990-1992            | Partido Revolucionario Institucional (PRI) |
| 31  | Anacleto García Escobar      | 1993-1995            | Partido de la Revolución Democrática (PRD) |
| 32  | Mario Miranda Avilés         | 1996-1998            | Partido Revolucionario Institucional (PRI) |
| 33  | Antonio Miralrio Rangel      | 1999-2001            | Partido del Trabajo (PT)                   |
| 34  | J. Trinidad Estrada Ruiz     | 2002-2004            | Partido de la Revolución Democrática (PRD) |
| 35  | .Juan Martínez Arroyo        | 2005-2007            | Partido Revolucionario Institucional (PRI) |
| 36  | Albertano Hernández Castro   | 2008-2011            | Partido de la Revolución Democrática (PRD) |
| 37  | Dagoberto Durán Hernández    | 2012-2015            | Partido Revolucionario Institucional (PRI) |
| 38  | José Antonio Machuca Ulloa   | 2015-2018            | Movimiento Ciudadano                       |
| 39  | Cornelio Ríos Paniagua       | 2018-2021            | Partido Verde Ecologista de México (PVEM)  |
| 40  | Cornelio Ríos Paniagua       | 2021-2024            | Partido Verde Ecologista de México (PVEM)  |

Durante su historia política, en el municipio de Juárez, se han desempeñado como síndicos los señores: Jesús Yarza Coria, Bartolo Díaz Gómez, Marcos Delgado Benítez, Desiderio Valdez Olivares, Leodegario Guerrero Juárez, Artemio Reyes Hernández, Leodegario Tello, Rodolfo Díaz García, Benjamin Mercado, Crescencio Corona, Efrén García Escobar, Sacramento Olivares Saucedo, Ignacio Jaimes, José Cruz, Aristeo Hernández, Luis Yarza Solorzano, entre otros.
En Relación a los políticos de Juárez que han ejercido alguna diputación, y área local o federal, podemos mencionar a Odón Serna Gómez, quien fuera diputado local suplente del Lic. Héctor Terán Torres; Efrén García Escobar, diputado local plurinominal del PRD; el Ingeniero José Tejeda Rodríguez, diputado local plurinominal suplente del Lic. Eustolio Nava Ortiz.

### Autoridades Auxiliares
La Administración Pública Municipal fuera de la Cabecera Municipal, está a cargo de los Jefes de Tenencia o Encargados del Orden, quienes son electos en plebiscito, durando en su cargo 3 años.
En el municipio de Juárez existen 3 Jefes de Tenencia y 17 Encargados del Orden, quienes ejercen principalmente las siguientes funciones:
- Dar aviso al Presidente Municipal, de cualquier alteración que adviertan en el orden público.
- Conformar el pódium de habitantes de su demarcación.
- Cuidar de la limpieza y aseo de los sitios públicos y buen estado de los caminos vecinales y carreteras.
- Procurar el establecimiento de escuelas.
- Dar parte de la aparición de siniestros y epidemias.
- Aprehender a los delincuentes, poniéndolos a disposición de las autoridades competentes.

### Principales comisiones del ayuntamiento
- Comisión de Urbanismo y Obras Públicas 1.º y 3.º Regidor de Mayoría Relativa.
- Comisión de Agropecuaria y Pesca 2.º Regidor de Mayoría Relativa.
- Comisión de Planeación y Programación Regidor de Rep. Prop.
- Comisión de Educación, Cultura y Turismo 4o. Regidor de Mayoría Relativa.
- Comisión de Salubridad y Asistencia Regidor de Rep. Prop.
- Comisión de Industria y Comercio Regidor de Rep. Prop.

### Organización y estructura de la Administración Pública Municipal

#### Secretaría del Ayuntamiento
Sus funciones son: Secretario de Actas del Ayuntamiento, Atención de Audiencia, Asuntos Públicos, Junta Municipal de Reclutamiento, Acción Cívica, Jurídico y Aplicación de Reglamentos, Archivo y Correspondencia, Educación, Cultura, Deportes, Salud y Trabajo Social.

#### Tesorería
Sus funciones son: Ingresos, Egresos, Contabilidad, Auditorías Causantes, Coordinación Fiscal, Recaudación en Mercados y Recaudación en Rastros.

#### Obras Públicas
Sus funciones son: Parques y Jardines, Edificios Públicos, Urbanismo, Mercados, Transporte Público, Rastro, Alumbrado y Limpia.

#### Desarrollo Social Municipal
Sus funciones son: Planeación y Ejecución del Programa del Ramo 026, Deserción Escolar, Fondo de Desarrollo Social Municipal, Apoyo a la Producción y Reforestación.

#### Seguridad Pública
Sus funciones son: Policía, Tránsito y Centro de Readaptación Municipal.

#### Oficialía Mayor
Sus funciones son: Personal, Adquisiciones, Servicios Generales, Almacén y Talleres.

#### D.I.F.
Sus funciones son: Asistencia Social.

#### S.A.P.A.
Sus funciones son: agua potable y alcantarillado.

## Comunicaciones y Transportes

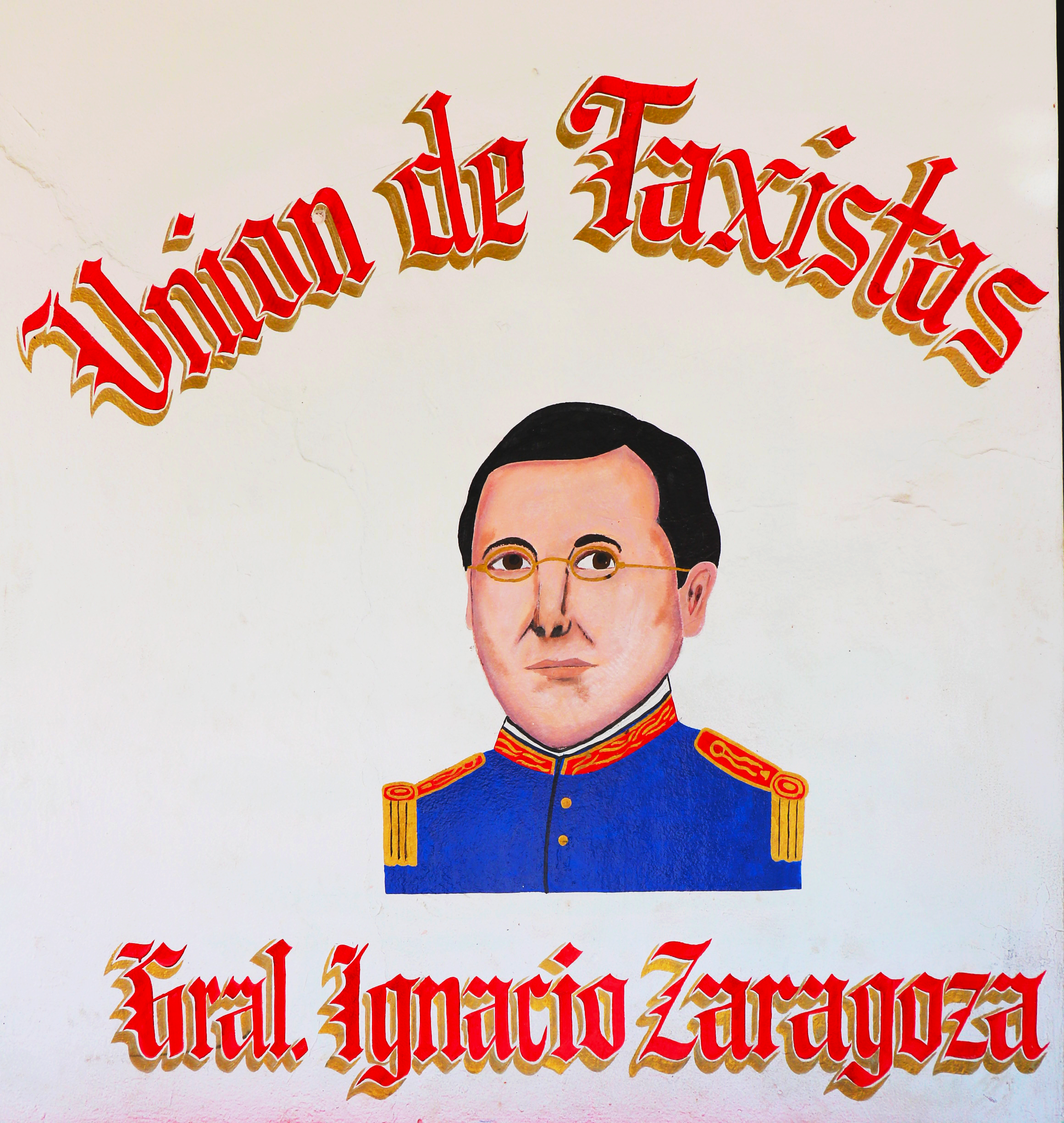
Logo Unión de Taxistas «Gral. Ignacio Zaragoza».

### Unión de Taxistas «Gral. Ignacio Zaragoza»
La Unión de Taxistas Gral. Ignacio Zaragoza se fundó un lunes 19 de noviembre de 1979 en Benito Juárez, Michoacán, en dicha fundación quedó integrada la que sería su primera mesa directiva, la cual fue integrada por presidente, secretario y tesorero, obligaciones que recayeron de la siguiente manera:
- Presidente: Toribio Cruz González.
- Secretario: Enrique Barrera.
- Tesorero: Jesús Caracosa Cervantes.

Fue hasta el año de 1981 en que quedó legalmente constituida por medio de una escritura pública realizada el 26 de marzo ante el notario Fernando Gallegos Álvarez en la Notaria Pública N.º 38 de la Ciudad de Zitácuaro.
Los servicios que ofrecía la unión no distaban mucho a los que ofrece actualmente, pues abarcaba los municipios de Tiquicheo, Tuzantla, Susupuato, Zitácuaro. Sin dejar de lado el territorio municipal.
Para inicios de los 2000, la unión contaba con una flota de 150 taxis que van a los municipios contiguos:
- Tuzantla
- Susupuato
- Zitácuaro

También contaba con un promedio de 10 combis que van a diferentes comunidades de este municipio:
- Benito Juárez - Irapeo
- Benito Juárez - Cerro Colorado
- Benito Juárez - Enandio
- Benito Juárez - Parícuaro
- Benito Juárez - Rancho Viejo
- Zícata de Morelos - Zitácuaro

## Organizaciones Campesinas
Las organizaciones campesinas en el municipio de Juárez Michoacán, han sido un factor importante el desarrollo del municipio, ejemplo de ello lo encontramos en la década de los 70´s en que a iniciativa del H. Ayuntamiento se inició con la organización llamada Unión Regional Ejidal de Productores de Arroz «Lázaro Cárdenas», de Benito Juárez, esta fue fundada con la intención de hacer frente a un problema común, la plaga que se había desarrollado en los cultivos de arroz y comenzaba a ser un problema alarmante, así fue como se solicitó la ayuda de ingenieros especializados, quienes hicieron campos experimentales de arroz, con el fin de ver cual variedad era la que mejor respondia.
Esta unión fue conformada por todos los ejidos del municipio en ese entonces, los cuales eran: Laureles de Zaragoza, Cerro Colorado, Irapeo de Madero, Orocutín de Serdán, Buenavista de Zapata, San Francisco del Bosque fracción El Aguaje, Zícata de Morelos, Guanoro y Enandio.
Asociaciones en el municipio de Juárez a inicios de los 2000:
- Asociación Agrícola «Laureles»
- Asociación Agrícola «Zícata»
- Asociación Agrícola «Landeros»
- Asociación Agrícola «Orocutín»
- Asociación Agrícola «Chachangu»
- Asociación Agrícola «Emiliano Zapata»
- Asociación Agrícola «Buenavista»
- Asociación Agrícola «Mesas del Cercado»
- Asociación Agrícola «La Lobera»
- Asociación Agrícola «Irapeo»
- Asociación Agrícola «La Turba»
- Asociación Agrícola «El Florifundio»
- Asociación Agrícola «Pto. de Timbuscatío»
- Asociación Agrícola «Timbuscatío»

## Ganadería
La ganadería en el municipio tiene sus inicios en la época de la colonia, pues en las haciendas se criaban diferentes tipos de ganado. Es conocido que a través de los años, luego de la formalización como municipio se comenzó a criar y comercializar los ganados porcino,caprino, bovino y equino.
En el caso de las reses, la raza que se crio primeramente fue la criolla, al paso del tiempo se comenzaron a introducir especies de la raza cebú indo brasileña en el territorio municipal. Al se una especie aceptada, rápidamente los ganaderos comenzaron a introducir más razas como lo fueron brahman americano, suizo y holandés.
Para finales de los años 90´s y principio de los 2000, al municipio fueron traídas las razas limousin y simmental.
Desde siempre, el ganado producido en el territorio Juarense se ha vendido en mercados de diversas ciudades, como son: Zitácuaro, Morelia,  Toluca, Ciudad de México y Guanajuato.
Para principios de los 2000, se tenían utilizadas 3,500 hectáreas para la ganadería en forma extensiva.

## Comercio e Industria

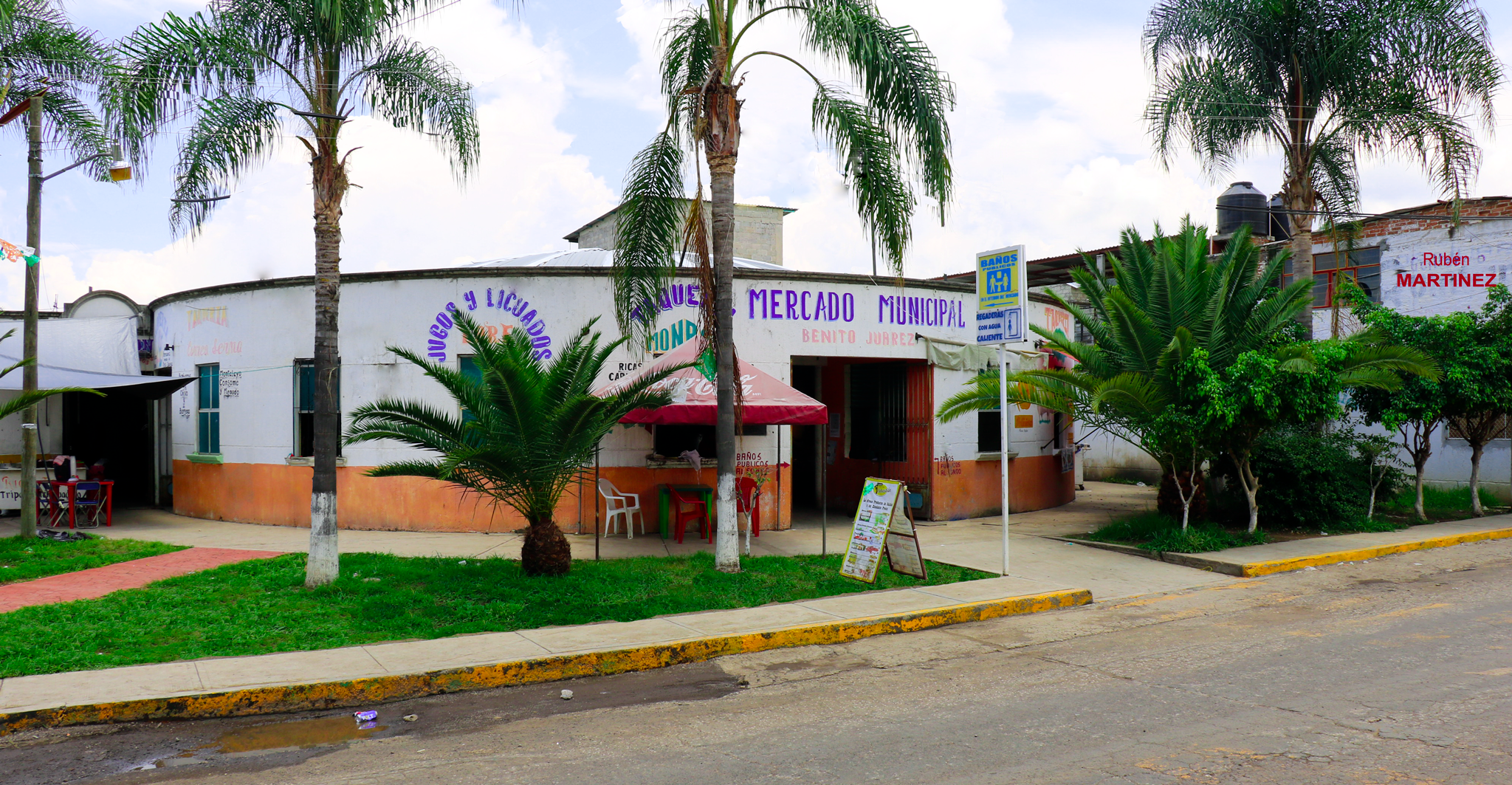
Mercado Municipal "Benito Juárez"

En el rubro de economía, la del municipios de Juárez se sustenta principalmente en el cultivo de guayaba., es esta y su precio, la que determina el movimiento comercial, en venta y compra de diversos productos por parte de los habitantes.
Gracias a una creciente economía, en el municipio han surgido varios negocios de diversas índoles y giros comerciales, pues ha crecido una demanda de productos, muchos de ellos directamente relacionados al tema ganadero y principalmente al agrícola, sin dejar a un lado las necesidades básicas.
Para principios del siglo, en casi todas las poblaciones de Juárez por las que pasaba la carretera federal, podíamos encontrar panaderías, tortillerías, paleteras y talleres de varios tipos, siendo estos negocios relacionados con la venta de abarrotes, venta de ropa, recauderías, refacciones de diferentes tipos, etc.
En el ámbito comercial destaca el tianguis dominical que es instalado en el centro de Benito Juárez, así como su mercado, el cual surte de productos a gran parte de la población de Juárez y visitantes.

## Turismo
En el ámbito turístico el municipio de Juárez ha tenido un lento desarrollo, a pesar de contar con maravillas naturales.
Benito Juárez, la cabecera del municipio, cuenta con restos de la antigua hacienda de Santa Bárbara de Los Laureles como lo son al oriente de la población en su antiguo acueducto y rueda, en el centro se encuentra el antiguo arco con la campana y la torre de la Parroquia de Nuestra Señora de Guadalupe, que a pesar de estar arreglada con un estilo modernista, debajo conserva su estructura de piedra, construida en el siglo XVII. Así mismo se cuenta con una vista de gran hermosura desde el cerro de la cruz, el cual pertenece a una cordillera que rodea el pueblo.
Cabe resaltar que con el paso de los años Benito Juárez se ha convertido en una población con la capacidad de albergar y distraer turísticamente a los visitantes, contando en su zona centro con diversos establecimiento de atención familiar, tal como las neverias, pizzeria, centros botaneros,tiendas boutiques, etc.
Cuenta demás con la Parroquia de Nuestra Señora de Guadalupe, de gran belleza arquitectónica y colonial, la cual es una parada indiscutible para los visitantes.
En el tema de las haciendas cuenta también en el pueblo de Buenavista de Zapata, la cual pertenecía a Laureles, restos de la Hacienda de Orocutín, la cual prácticamente ha sido demolida, en Santa Ana y Enandio cuenta con lo propio.
Dentro de las maravillas naturales, específicamente las que tienen que ver con los recursos hidrológicos se encuentran las cascadas, en el municipio la de mayor importancia y relevancia, así como altura es la cascada de Enandio, se cuenta también con las cascadas de El Rodeo y Dos Ríos, incluso son localizadas otras que por su tamaño son de menor relevancia.
En el cerro colorado, encontramos los famosos arcos, un acueducto de construcción colonial, realizado con piedra, muy al estilo de las haciendas de la región.
Entre las poblaciones de Cerro Colorado y El Rodeo encontramos la Caldera, un espacio de agua de gran belleza que es visitado por los pobladores de dichas localidades.
En relación con albercas en el municipio se cuenta con diferentes centros de recreo muy visitados, principalmente en las Parotas, en donde existe gran cantidad de albercas, así mismo en el Aguaje se encuentras las famosas Pilas, que por mucho tiempo han sido visitadas por diversos turistas que año con año nos visitan en la época de Semana Santa, que es cuando más auge tienen las instalaciones; en el cerro colorado encontramos también un centro recreativo, lo mismo que en la Escondida.
Para la atención de los visitantes, se encuentra varios hoteles en el municipio, en donde se hospedan los turistas que nos visitan por temporadas.

## Recursos forestales
Los recursos forestales del municipio de Juárez están representados por las diversas especies de árboles, entre ellas destacan el pino, encino, guaje, ziranda, tepehuaje, cirían y parota. Para principios de los años 2000 en el municipio existían aproximadamente 3,000 hectáreas que se podían aprovechar en la explotación forestal. Es en la parte oriente del municipio comprendida entre las comunidades de Rosas de Zícata, El Aventurero, Landero, Zícata de Morelos y Zícata Chico, así como El Llano en donde encontramos una mayor superficie con pinos y encinos, dos de las especies que pueden utilizarse con permiso de los ejidos correspondientes para su uso, aunque es necesario volver a reforestar, para tener un uso sustentable y equilibrado.
A lo largo de la historia municipal se han tenido varios casos de quema de varias hectáreas de bosque, debido a la quema clandestina que se sale de control.

## Minería
En el municipio desde la época prehispánica y posteriormente en la colonial se encontraron yacimientos de minerales y otros materiales.
Existen antecedentes de la explotación de minas de cobre que se encantaban al oriente de Benito Juárez, Michoacán. Minerales preciosos como el oro y la plata, así como otros de desigual precio pero de valor y gran importancia como son el  cobre, hierro y bronce, se han explotado en las minas de Tiámaro, ubicada dentro del ejido de Buenavista de Zapata, dentro del actual municipio de Tuzantla. Desafortunadamente estas minas que contenían varios metales desde hace muchos años se han dejado de explotar comercialmente; aunque con el paso de los años han surgido iniciativas de volver a activar la mina, sin muchos resultados hasta el día de hoy. Siendo un atractivo turístico que es visitado ocasionalmente por curiosos que son guiados por habitantes de la comunidad de Lajas del Bosque, quienes conocen bien el lugar y el como llegar.
En el paraje denominado Las Ceibillas ubicado al sur del territorio municipal, al norte de La Mesa de Tiámaro se encuentra una mina de lajas preciosas que por varios años en el pasado fueron explotadas y comercializadas en las ciudades de Morelia, Zitácuaro, Toluca y entre otras.
No solo al sur del municipio encontramos yacimientos de minerales, ejemplo de ellos, son la gran cantidad de piezas de piedra caliza, que se encuentran dentro del territorio de los ejidos de Laureles de Zaragoza y Zícata de Morelos, en la parte noreste del territorio municipal.
Era común en la época de la colonia que los trabajadores de la hacienda ubicados en estos lugares en hornos especializados quemaban las piedras calizas para extraer la cal viva, el cual era utilizado para diversos trabajos, uno de ellos para el blanqueado de las casas de la hacienda y demás oficios como lo era con la capilla de Santa Bárbara de Los Laureles, hoy Templo Parroquial de Nuestra Señora de Guadalupe, así mismo la cal se vendían en las poblaciones de la región y en lugares circunvecinos del mismo pertenecientes a Tuzantla y Zitácuaro.